# Figuren aus Karl Mays Werken
Das Werk des deutschen Schriftstellers Karl May gehört zu den umfangreichsten und bekanntesten Sammlungen von Abenteuerromanen weltweit. Dieser Artikel stellt die wichtigsten Figuren aus Karl Mays Werken vor.

## Reiseerzählungen, Jugenderzählungen über Nordamerika und Spätwerk

### Nordamerika

#### Wichtige Begleiter

##### Bloody Fox
Bloody Fox (Blutiger Fuchs) ist eine Nebenfigur aus den Erzählungen Der Geist des Llano Estacado und Old Surehand I. Er ist ein junger Weißer, der als Kind einziger Überlebender eines Überfalls von Banditen auf seine Reisegruppe war. Er hat alle Erinnerung daran verloren bis auf den aufgeschnappten Namen Fox, der ihm in Verbindung mit seiner Wunde zu seinem Namen verholfen hatte. Er wurde vom deutschen Aussiedler Helmers adoptiert, der eine Farm am Rande des Llano Estacado betreibt. Bloody Fox’ Lebensaufgabe besteht darin, die Räuberbande des Llano zu bekämpfen, die sogenannten Geier, die Durchreisende in die Irre führen, verschmachten lassen und ausrauben. Zu diesem Zweck streift er in der Kostümierung eines weißen Bisonfells durch die Wüste und tötet als Geier erkannte Personen mit Kopfschüssen, um so nach und nach die ganze Bande auszumerzen. Seine Erscheinung führte zu Mystifizierungen bei den Banditen und den Indianern bis hin zum Aberglauben an einen Geist, der an mehreren Stellen gleichzeitig auftaucht. Er hat mitten in der Wüste eine fruchtbare Oase entdeckt, die den sonstigen Wüstenanrainern unbekannt ist und die er als Stützpunkt für seine Streifzüge verwendet.

##### Dick Hammerdull & Pitt Holbers
Auch Die verkehrten Toasts genannt, weil sie im Kampf immer Rücken an Rücken stehen.
Dick Hammerdull wird als kurz und dick beschrieben; Pit Holbers als lang und dünn. Dieser Höhenunterschied wird jedoch durch ihre Pferde ausgeglichen, so dass sich ihre Köpfe beim Reiten auf einer Höhe befinden. Sie treten fast immer zusammen auf und sind, besonders im Hinblick auf ihre Unterhaltung, gut aufeinander eingespielt wie z. B. bei Hammerdulls ständiger Frage: „…, nicht wahr, Pitt Holbers, altes Coon?“
Woraufhin der alte Waschbär antwortet: „Wenn du denkst, lieber Dick, dass …, so scheinst du das Richtige getroffen zu haben.“ (Pitt Holbers spricht in der Regel nur, wenn Dick ihn etwas fragt und dann auch nur um ihm zuzustimmen.)
Manchmal antwortet Dick dann nochmal in dieser Form: „Ob sein oder nicht sein, das bleibt sich gleich, wenn es nur ist.“
Die verkehrten Toasts kommen erstmals in der Erzählung Auf der See gefangen (1878/79) vor und haben später einen größeren Auftritt in Old Surehand II (1895, enthält die Haupthandlung von Auf der See gefangen; im Karl-May-Verlag (KMV) unter dem Titel Kapitän Kaiman veröffentlicht) und Old Surehand III (1896), sowie den Kurzgeschichten Old Cursing-Dry (Fehsenfeld und KMV Gott lässt sich nicht spotten (in Auf fremden Pfaden, 1897) und KMV ab 1951 Der Flucher) und Mutterliebe (1897/98, im KMV Die Söhne des Upsaroka). In den Roman Winnetous Erben wurden sie durch Auflösung der ursprünglichen Person Max Pappermann erst in einer späteren Bearbeitung durch den Karl-May-Verlag hineingeschrieben.

##### Dicker Jemmy & Langer Davy

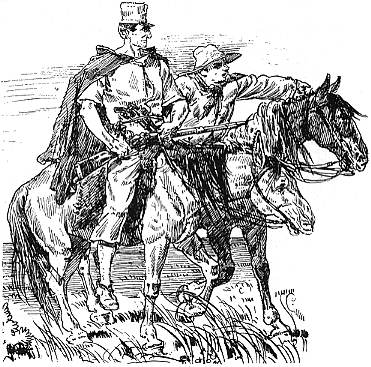
Langer Davy und Dicker Jemmy, Illustration zur Erstausgabe von Der Sohn des Bärenjägers, 1887

Der Dicke Jemmy (Jakob Pfefferkorn) ist ein kleiner, dicker Westmann, der stets zusammen mit dem Langen Davy auftritt. Er stammt aus Deutschland und bestreitet oft anscheinend ernste, tatsächlich aber neckische Wortgefechte in sächsischem Dialekt mit dem Hobble-Frank. Der Lange Davy (David Kroners) ist Amerikaner (Yankee). Die beiden kommen vor in Der Sohn des Bärenjägers (1887), Der Geist des Llano estakado (1888, beide seit 1890 in Die Helden des Westens) und Der Schatz im Silbersee (1890/91).

##### Hobble-Frank
Hobble-Frank (Heliogabalus Morpheus Edeward Franke) ist ein kleiner, schmächtiger, hinkender Westmann, der aus Moritzburg in Sachsen stammt, wo er Forstgehilfe war. Dort wohnt er (wenn er sich nicht in den Vereinigten Staaten aufhält) in seiner Villa Bärenfett und schreibt für die Jugendzeitschrift Der gute Kamerad (eine Anspielung auf eine tatsächlich einmal existierende Zeitschrift, für die Karl May schrieb). Hobble-Frank wurde von Karl May auch als Pseudonym zur Veröffentlichung von Texten verwendet: u. a. „Villa Bärenfett“ (1889), Der Schlangenmensch (1890).
Seinen Spitznamen (engl. to hobble ‚humpeln‘) hat Hobble-Frank, seit ihm ein Oglala-Indianer durch den Fuß geschossen hat (Der Sohn des Bärenjägers, im KMV erster Teil des Buches Unter Geiern). Er ist der Vetter von Tante Droll. Er bestreitet oft anscheinend ernste, tatsächlich aber neckische Wortgefechte in sächsischem Dialekt mit dem Dicken Jemmy oder Tante Droll; mitunter passieren ihm lustige Missverständnisse klassischer Zitate oder Begriffe („Elise“ statt „Elysium“). Der Hobble-Frank kommt in mehreren Jugenderzählungen vor und entwickelte sich zu einer äußerst beliebten Figur. Durch ihn transportiert Karl May verschiedentlich Informationen an seine (jugendlichen) Leser. Der Hobble-Frank ist eine der wenigen Hauptfiguren, die sich nicht immer sklavisch an die Weisungen der Überhelden Old Shatterhand, Winnetou und Old Firehand halten und auch mitunter ihren eigenen Kopf durchsetzen. Dieser Aspekt ging in den Bearbeitungen des KMV teilweise verloren.
Erzählungen mit Hobble-Frank: Der Sohn des Bärenjägers (1887), Der Geist des Llano estakado (1888, beide seit 1890 in Die Helden des Westens), Der Schatz im Silbersee (1890/91), Der Oelprinz (1893/94, Buchausgaben ab 1905 u. d. T. Der Ölprinz), Der schwarze Mustang (1896/97) und Der Schlangenmensch.

##### Old Firehand
Old Firehand trägt diesen Namen, weil er einer der besten Schützen ist. In der gleichnamigen Erzählung (1875, die überarbeitete Fassung Im fernen Westen (1879) wurde später nochmals überarbeitet als zweiter Teil der Reiseerzählung Winnetou II (1893) aufgenommen), wird er als Riese beschrieben, der schon „den Sommer des Lebens hinter sich hat“. Er war in Deutschland Oberförster. Er wanderte mit seiner (ersten) Frau in die USA aus. Nachdem seine Frau während der Überfahrt gestorben war, ließ er seinen Sohn bei einer wohlhabenden Familie im Osten zurück, um im Westen sein Glück zu machen.
Er ist ein Freund von Winnetou. Im 2. Teil von Winnetou lernt er Old Shatterhand kennen. Old Firehand ist, wie Old Shatterhand und Winnetou, ein Perfektionist, der aber, wenn es um seine tragische Vergangenheit geht, voreilig handelt, was jedoch selten vorkommt. Im Roman wird erzählt, dass sich Old Firehand, wie Winnetou, in Ribanna, die Tochter des Häuptlings Tah-scha-tunga der Assineboins, verliebte und sie heiratete. Sie bekamen zusammen einen Sohn, Harry. (In der Urfassung der Geschichte ist es eine Tochter Ellen.) Ribanna und eine weitere Tochter werden ermordet.
Der in der Jugenderzählung Der Schatz im Silbersee (1890/91) auftretende Old Firehand ist zwar von vergleichbarer Körperform, wird aber als lediglich etwa 40 Jahre geschildert und heißt Winter (ohne Erwähnung eines Vornamens).
Trotz des gleichen Namens lassen sich die beiden Figuren, aufgrund der ursprünglich unterschiedlichen Lesergruppe der beiden Werke, nicht gänzlich miteinander in Übereinstimmung bringen.
Im Rahmen der Gesammelten Werke taucht Old Firehand in zwei weiteren Bänden auf:
- Joe Burkers, das Einaug (in Halbblut, 1916, seit 1997 nicht mehr enthalten), eine Kompilation aus Die Both Shatters (1882) und Ein Oelbrand (1882/83). Der anonyme Ich-Erzähler bzw. Old Shatterhand wurde zu Old Firehand umgeschrieben.
- Im Tal des Todes (1934), eine Bearbeitung des Kolportageromans Deutsche Herzen – Deutsche Helden (1885–1887).

Im Karl-May-Film Winnetou und sein Freund Old Firehand (1966) wird er von dem kanadischen Schauspieler Rod Cameron gespielt, der dem Vorbild von Karl May aber nicht nahekommt. Im Film soll er privat Jason Waade heißen, was auf die Hauptfigur des ursprünglichen, amerikanischen Drehbuches zurückgeht, das keinen Bezug zu Karl May hatte. Eigentlich hätte Old Firehand auch die Hauptrolle in der Verfilmung von Der Schatz im Silbersee spielen müssen. Die Produzenten hielten es jedoch für besser, zuerst Old Shatterhand als Hauptfigur einzuführen, und ließen die Geschichte einfach umschreiben (und veränderten insgesamt die Handlung zur Unkenntlichkeit).

##### Old Surehand & Apanatschka
Old Surehands eigentlicher Name ist Leo Bender. Er spielt in den Reiseerzählungen Old Surehand I und III (1894 bis 1896 herausgegeben) die Hauptrolle und tritt auch am Ende von Band II auf. Sein Name soll bedeuten, dass er mit seiner Gewehrkugel jedes Ziel zu treffen vermag. Im Buch wird er als wahrer Riese von Gestalt mit braunen langen Haaren beschrieben, dessen Muskeln und Sehnen in völliger Harmonie zueinander stehen.
Apanatschka (christlicher Name: Fred Bender) ist der Bruder Old Surehands, lebt aber als angenommenes Kind seiner Tante Tokbela bei den Komanchen als Häuptling.
Beide lernen sich erst im Verlauf des Romans kennen; ihre Verwandtschaft wird erst im dritten Band durch Old Shatterhand enthüllt. Von der Vorgeschichte erfährt der Leser erst nach und nach: Die Familie Bender wurde vor Jahrzehnten durch tragische Ereignisse getrennt. Beider Vater war ein „Bleichgesicht“, die Mutter ist eine getaufte Indianerin, die mit christlichem Namen Emily Bender heißt, sich jedoch, als männlicher Indianer verkleidet, Kolma Puschi (auch Putschi, „Dunkles Auge“) nennt und ihre beiden verschollenen Söhne sucht. Während Old Surehand sich noch an die Ereignisse erinnert und auf der Suche nach Mutter, Tante und Bruder ist, wird Apanatschka später von den Enthüllungen überrascht. Erst Old Shatterhand erkennt nach über dreißig Jahren die Zusammenhänge und bringt die Familie wieder zusammen.
In Winnetou IV werden beide Brüder noch einmal erwähnt: Old Surehand und Apanatschka sind reiche Pferdezüchter und haben beide eine Mescalero-Apachin geheiratet. Ihre Söhne heißen Young Surehand und Young Apanatschka.
Im Karl-May-Film Old Surehand 1. Teil wird Old Surehand vom Hollywood-Schauspieler Stewart Granger verkörpert.
Die Filmhandlung ist nur sehr frei nach Karl May gestaltet und hat mit dem Buch nichts zu tun. Im Film soll Old Surehand privat Johnny Garden heißen.
Die beiden anderen Old-Surehand-Romane wurden nicht verfilmt.

##### Sam Hawkens

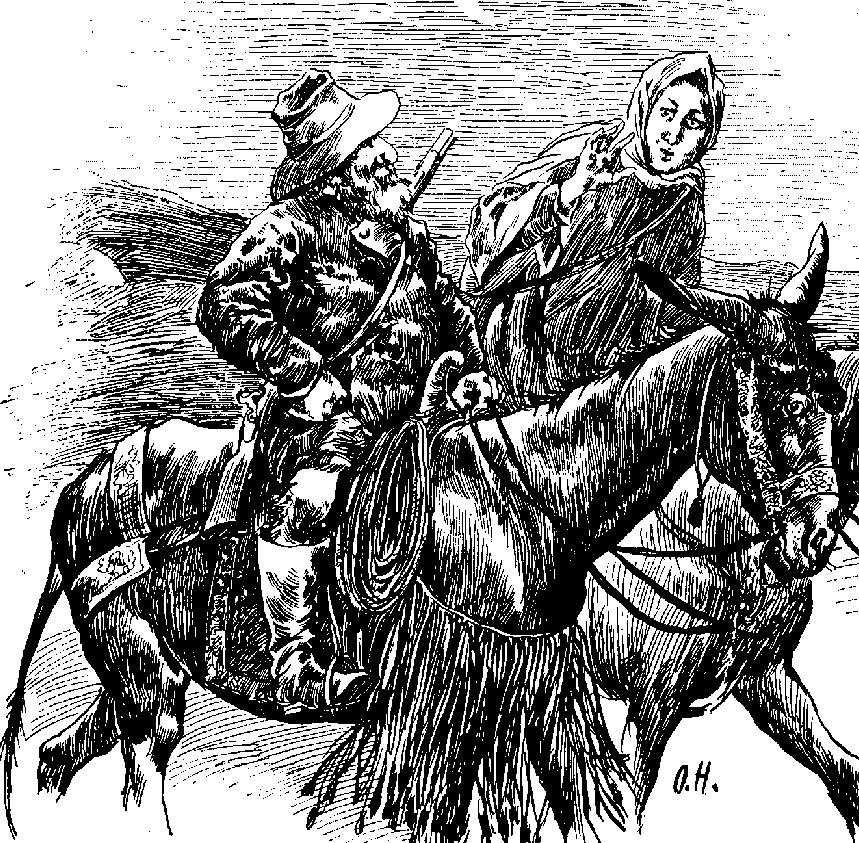
Sam Hawkens auf seinem Maultier Mary und Kantor Matthäus Aurelius Hampel, Illustration (1893/94) von Oskar Herrfurth

Sam Hawkens ist der Gefährte und erster Wildwest-Lehrer des Ich-Erzählers, der in seiner Anwesenheit den Namen Old Shatterhand erhält, und begleitet diesen auf seinem ersten, aber auch bei späteren Abenteuern (Old Firehand (1875), Der Oelprinz (1877, nicht identisch mit der Jugenderzählung), Im fernen Westen (1879), Winnetou I (1893), Winnetou II (1893), Der Oelprinz (1893/94, Buchfassungen seit 1905 als Der Ölprinz)).
Hawkens ist ein kleiner, humorvoller Mann, dennoch mutig und treu. Er wurde von Indianern skalpiert und trägt deshalb eine Perücke, was gelegentlich Anlass zu heiteren Situationen gibt. Sein Gewehr Liddy, das mehr einem Prügel als einem Gewehr gleicht, sein Maultier Mary und seine ständige Redewendung „wenn ich mich nicht irre, hihihihi“ sind seine Erkennungszeichen. Er bezeichnet Old Shatterhand meistens als Greenhorn, muss von diesem aber immer wieder aus heiklen Situationen gerettet werden und sorgt häufig dafür, dass Pläne schiefgehen. In Winnetou I gelingt es auf Grund seines Planes in Zusammenarbeit mit den Kiowas, die Apachen zu überlisten.
In der Jugenderzählung Der Oelprinz wird Sam Hawkens als Deutscher geschildert, der eigentlich Samuel Falke heißt; in Old Firehand ist Hawkens die deutsche Sprache nicht fremd, seine Herkunft wird aber nicht thematisiert. In der Buchfassung von Der Oelprinz, 1897, wurde die Herkunft konkretisiert, er stammte nun aus Sachsen.
Sam bildet mit den Nebenfiguren Dick Stone und Will Parker das so genannte „Kleeblatt“ im Wilden Westen des Karl May. Beide ziehen ihn häufig damit auf, dass sein „Schüler“ Old Shatterhand seinen Lehrmeister in vielen Dingen übertrifft.
In den KMV-Bearbeitungen des Kolportageromans Deutsche Herzen – Deutsche Helden Im Tal des Todes sowie Zobeljäger und Kosak (beide 1934) übernimmt Sam Hawkens die Rolle des Westmanns Sam Barth.
In den Karl-May-Verfilmungen der 1960er-Jahre wurde Hawkens von Ralf Wolter dargestellt, so auch im Film Der Schatz im Silbersee von 1962.

##### Tante Droll
Tante Droll (Sebastian Melchior Pampel) ist ein aus dem Altenburgischen (Langenleuba-Niederhain) stammender Detektiv und Westmann. Er ist der Vetter von Hobble-Frank. Seinen Namen bekam er wegen seines langen frauenhaften Gewandes und seiner fistelhaften, hohen Stimme. Seinen ersten Auftritt hat er in der Jugenderzählung Der Schatz im Silbersee (1890/91), in der er seinem Vetter Hobble-Frank das erste Mal nach der Kindheit wieder begegnet. Er wird durch eine Gewinnbeteiligung an der Silbermine wohlhabend. Die sogenannte Tante Droll tritt auch in den Jugenderzählungen Der Oelprinz (1893/94) und Der schwarze Mustang (1896/97) auf.

#### Wichtige Indianer

##### Schoschonen

###### Ko-tu-cho
Ko-tu-cho (indianisch: Der schmetternde Blitz) ist ein Häuptling der Shoshonen und ein Freund von Winnetou und Sans-ear. Er tritt nur im Werk Winnetou III auf.
Bei ihm finden Old Shatterhand, Bernard Marshall und deren Gefährten den toten Allan Marshall, den Shelley, Fred und Patrik Morgan ermordet hatten. Die Shoshonen haben Shelley und einige seiner Komplizen gefangen. Ko-tu-cho beteiligt sich an der Verfolgung der Morgans.

###### To-uk-uh
To-uk-uh (indianisch: Schneller Pfeil) ist ein Häuptling der Panasht-Shoshonen. Er tritt in der Erzählung Der erste Elk auf.
Er wollte den anderen Shoshonenstämmen in den Salmon River-Bergen eine Friedensbotschaft überbringen; Old Wabble befürchtete jedoch zunächst einen Überfall durch ihn.
Sam Parker warnte ihn vor Old Wabble. To-ok-uh gab Parker – der die Geschichte, die vor 30 Jahren passierte, erzählt – dafür den Namen At-pui (Gutes Herz) und schenkte ihm einen erlegten Elk, damit er sich Old Wabbles Achtung verschaffen konnte.

###### Avaht-Niah
Avaht-Niah (indianisch: Großer Name) ist der oberste Schoschonen-Häuptling und der Vater von Wagare-Tey.
In Weihnacht:
Avaht-Niah zählt über 80 Jahre. Er ist ein Freund Winnetous und Old Shatterhands.
Avaht-Niah erteilt Hermann Rost die Erlaubnis, bei den Schoschonen die Naturheilkunst zu erlernen.
In Winnetou IV:
Avaht-Niah ist über 120 Jahre alt.
„[Sein] weißes, nach hinten gebundenes Haar hing ihm lang über den Rücken herab […] Er konnte sich noch ziemlich leicht bewegen. Sein Auge war klar und der Ton seiner Stimme so frisch und bestimmt, wie bei einem Fünfzig- oder Sechzigjährigen […] Sein Gesicht war voll unzähliger, kleiner Fältchen, die es aber nicht im geringsten verunzierten. Es hatte keinen einzigen Flecken, keinen einzigen Zug, keine einzige häßliche Stelle, durch welche seine Reinheit, was im Alter doch häufig vorzukommen pflegt, beinträchtigt worden wäre. Er war ein schöner, ein wirklich schöner Greis!“
Am Mount Winnetou beim großen Meeting anlässlich des Winnetou-Denkmal-Projektes kommt es zu einem herzlichen und rührenden Wiedersehen zwischen ihm und Old Shatterhand.

###### Teeh
Teeh (= Hirsch) ist ein Krieger der Shoshonen. In Weihnacht  dient er Avaht-Niah als Kundschafter und trifft Old Shatterhand und Winnetou.

###### Wagare-Tey
Wagare-Tey (indianisch: Gelber Hirsch) ist ein Schoschonen-Häuptling und der Sohn Avaht-Niahs.
In Weihnacht:
Wagare-Tey ist unter 30 Jahre alt und besitzt mehr Aufrichtigkeit als Klugheit und Erfahrung.
Peteh und Yakonpi-Topa wollen ihn überfallen, doch Winnetou und Old Shatterhand können das verhindern.
Wagare-Tey sucht die beiden später im Pa-ware, einem Winterlager der Schoschonen, auf. Er verspricht Old Shatterhand, das Grab Carpios zu bepflanzen.
In Winnetou IV:
Wagare-Tey bittet Old Shatterhand mehr als dreißig Jahre nach der ersten Begegnung in einem Brief, zum Mount Winnetou zu kommen.
Mit Schahko Matto sekundiert Wagare-Tey dort Old Shatterhand beim Kampf mit den Häuptlingen.

###### Tokvi-Tey
Tokvi-Tey ist der Häuptling der Shoshonen und Vater von Moh-aw. Er tritt in der Jugenderzählung Der Sohn der Bärenjägers auf.
Er wird in seinem eigenen Zelt von Old Shatterhand betäubt und gefangen genommen und will sich, weil er sich in seiner Ehre gekränkt fühlt, das Leben nehmen. Als er erfährt, dass er von Old Shatterhand besiegt wurde, ist seine Ehre in seinen Augen gerettet und er schließt sich der Gruppe von Westmännern an, die seinen Freund, den Bärenjäger Baumann, befreien wollen.
Im Laufe dieses Rittes erzählt er Old Shatterhand die Sage von der Entstehung des Yellowstone-Gebiets.

###### Moh-aw
Moh-aw (indianisch: Moskito) ist ein Sohn des Shoshonen-Häuptlings Tokvi-tey.
Er wird von Old Shatterhand als Geisel genommen.

##### Apatschen

###### Winnetou
Siehe: Nordamerika, Hauptfiguren

###### Intschu-Tschuna
Siehe: Nordamerika, Weitere Schlüsselfiguren: Intschu tschuna

###### Inda-nischo
Inda-nischo (indianisch: Der gute Mann) ist ein über siebzig Jahre alter Apache, der älteste und klügste, friedliebendste Häuptling der Apachen.
Inda-nischo war mit anderen Apachen zu Verhandlungen nach Fort Inge gekommen. Die Apachen wurden dort hinterhältig von Comanchen überfallen und getötet. Inda-nischo konnte schwer verwundet entkommen und wurde von Winnetou in die Estanzia del Caballero zu Sennor Atanasio gebracht.
Durch eine List Old Shatterhands wird er dort vor Comanchen gerettet, als diese Atanasios Estanzia seinetwegen belagern. Old Shatterhand erhält von ihm ein Totem, mit dem er sich als Freund der Apachen ausweisen kann.

###### Entschar-Ko
Entschar-Ko (= Großes Feuer) ist Winnetous rechte Hand und sein und Old Shatterhands Liebling. Er ist der Unteranführer der Mescalero-Apatschen.
In Karl Mays Old-Surehand-Trilogie trifft Old Shatterhand auf eine Gruppe von Apatschen, die Winnetou ihm gesandt hat, um den Anschlag der Comantschen gegen Bloody-Fox zu vereiteln.
„Wer ist der Anführer?“
„Entschar-Ko (* Großes Feuer.), welcher der Liebling Winnetous ist, wie mein großer Bruder Old Shatterhand weiß.“
„Ist Langes Messer mit zwei Bleichgesichtern bei euch hier eingetroffen?“
„Sie sind hier angekommen und haben von den Thaten Old Shatterhands erzählt. Meine Brüder mögen mir folgen.“
Er führte uns ein Stück in das flache Thal hinein, welches sich zwischen den beiden Bergeshälften aufwärts zog, und bald langten wir im Lager der Apatschen an.
Entschar-Ko war nicht nur der Liebling Winnetous, sondern auch der meinige. Wir begrüßten uns mit großer und aufrichtiger Herzlichkeit, und er erklärte mir, daß er sich und seine Schar unter meinen Befehl stelle.
Zusammen reiten sie zur Oase von Bloody-Fox mitten im Llano estakado, um den Rettungsplan durchzuführen.

###### Tkhlisch-lipa
Tkhlisch-lipa (indianisch: Klapperschlange) war ein Apache und ein Freund von Jos Hawley. Er trägt eine mit Klapperschlangenhäuten und Fuchsschwänzen verzierte Mütze.
Hawley rettete ihm einst das Leben und bekam dafür von Tkhlisch-lipa eine Goldader gezeigt.
Der Comanchen-Häuptling Avat-kuts skalpiert ihn bei lebendigem Leibe, wird aber von Tkhlisch-lipa in die Flucht getrieben und verfolgt.
Hawley, der die Geschichte erzählt, erschießt statt des Comanchen irrtümlich Tkhlisch-lipa.

###### Brennende Pfeife
Brennende Pfeife ist ein Häuptling der Apachen. Er ist der Bruder von Brüllender Büffel und der Onkel von Ischarshiütuha.
Er überraschte mit seinem Bruder Rollins, als dieser mit seinem Bruder/Vetter und einem Dritten Josephs Vater ermordete. Die beiden Apachen töteten Rollins’ Bruder/Vetter und den dritten Mann. Brennende Pfeife vergrub das Gold von Josephs Vater, auf das es Rollins und seine Komplizen abgesehen hatten, und ließ sich von Intschu tschuna ein „Sprechendes Leder“ zeichnen, dem der Tathergang und das Goldversteck zu entnehmen ist. Das Leder „erbt“ sein Sohn.

###### Brüllender Büffel
Brüllender Büffel ist ein Häuptling der Apachen. Er ist der Bruder von Brennende Pfeife und der Vater von Ischarshiütuha.
Er überraschte zusammen mit seinem Bruder Rollins, als dieser mit seinem Bruder/Vetter und einem Dritten Josephs Vater ermordete und beraubte. Im Kampf mit den beiden Apachen wurden Rollins Bruder/Vetter und der dritte Mann getötet. Brüllender Büffel starb durch Rollins.

###### Ischarshiütuha
Ischarshiütuha (Kleiner Hirsch) ist ein Mescalero-Apache. Er ist der Sohn von Brüllender Büffel. Er mochte achtzehn Jahre alt sein. Sein Anzug war aus mit Gehirn gegerbter Hirschhaut gefertigt und an den Nähten ausgefranst. Diese Fransen waren nicht mit Menschenhaaren geschmückt; er hatte also noch keinen Feind getötet. Sein Kopf war unbedeckt. Seine Waffen bestanden aus einem Messer und Bogen mit Köcher. Er durfte wohl noch kein Feuergewehr tragen. Um den Hals trug er eine messingene Kette, an welcher das Rohr einer Friedenspfeife hing; der Kopf derselben fehlte. Das war das Zeichen, dass er sich auf der Wallfahrt nach den heiligen Steinbrüchen befand. Er hat offene, intelligente Züge; das Gesicht hatte einen fast kaukasischen Schnitt. Die Augen waren sammetschwarz.
Ischarshiütuha will seinen Vater, der von Rollins ermordet wurde, rächen. Er schleicht sich unter einem Vorwand bei Rollins ein, freundet sich mit dessen Stiefsohn Joseph an und erkennt als erster eine nahende Windhose, vor deren Gewalt er Joseph rettet. Seine Rache kann er nicht befriedigen, da Rollins durch einen umgestürzten Baum getötet wird.
In Unter der Windhose wird erwähnt, dass Ischarshiütuha später ein berühmter Krieger wird und Joseph wiedertrifft.

###### Pesch endatseh
Pesch endatseh (indianisch: Langes Messer) ist ein Apachenbote und ein sehr verwegener und listiger Krieger.
Er wird von sechs Comanchen überfallen, tötet drei davon, muss sich dann aber doch gefangengeben.
Old Shatterhand befreit ihn. Danach tötet Pesch endatseh sofort die drei übrigen Comanchen und erhält dafür von Old Shatterhand einen strengen Verweis.

###### Intschu-inta
Intschu-inta (indianisch: Gutes Auge) ist ein Apache.
Intschu-inta war […] ein wahrer Hüne von Gestalt, gewiß schon über 60 Jahre alt, doch von noch jugendlicher Rüstigkeit. Ein wahrheitsliebender, treuer, stolzer Charakter. Wenn er als unser „Diener“ bezeichnet worden war, so war er das freiwillig. Es hatte nichts mit dem Begriff der Unterordnung, der Gehorsamleistung zu tun. Er war trotzdem in jeder Beziehung sein eigener, selbständiger Herr.
Intschu-inta war der Liebling Winnetous. Als dessen Freund diente er ihm freiwillig, sooft dieser bei Tatellah-Satah weilte.
Er ist scharfsinnig und steht Old Shatterhand während dessen Aufenthalt am Mount Winnetou als Berater, Diener und Führer zur Verfügung. Er erkundet mit ihm das „Tal der Höhle“ und das Geheimnis der Kanzeln am Mount Winnetou.

###### Junger Adler
Junger Adler ist ein Mescalero-Apache und ein Blutsverwandter Winnetous. Er ist Schüler von Tatellah-Satah und von Wakon.
[Er zählte] vielleicht zwei- oder dreiundzwanzig Jahre […] Seine Züge waren sehr sympathisch. Er hatte sein Haar, ganz wie einst Winnetou, in einem Schopf gebunden und ließ es dann weit über den Rücken herunterhängen
Er war ein stiller, hochbegabter junger Mann. Und er besaß die nötige Energie, auch Ungewöhnliches zu erreichen. Auf seinem schönen, ernsten Gesicht lag […] ein warmer, beinahe sonniger Schein, so köstlich lieb und sympathisch, wie er so oft die Züge […] Winnetou[s] durchgeistigt und umflossen hatte.
[… Es] personifizierte sich in ihm nicht nur die soeben beginnende Bewegung, die mit dem Worte „Jungindianer“ bezeichnet worden war, sondern das Schicksal und die Zukunft der ganzen indianischen Rasse […] Er kannte Athabaska und Algonka. Er korrespondierte mit Wakon, dem Berühmten. Er war […] der Liebling von Tatellah-Satah, also der Nachfolger meines Winnetou im Herzen und in der Seele des größten Medizinmannes aller roten Nationen.
Als Knabe im Alter von zwölf Jahren ging er in die Wüste, fastete vierzig Tage lang und stieg dann in das Nest eines großen Kriegsadlers, um sich eine Medizin zu holen. Er zwang das Adlerweibchen nach einem harten Kampf, ihn aus der Höhe des Adlerhorstes bis vor das Zelt Tatellah-Satahs zu tragen. Durch diese Tat erhielt er seinen Namen. Seitdem ist das Fliegen sein Traum.
Vier Jahre verbrachte er im Osten, um bei den Weißen das Fliegen zu lernen und Aerostatik und Aeronautik zu studieren. Bei seiner Rückkehr trifft er in Trinidad Old Shatterhand und begleitet ihn und dessen Frau zum Nugget-tsil und zum Mount Winnetou. Im Haus des Todes belauscht er gemeinsam mit ihnen die Beratung der feindlichen Häuptlinge.
Unterwegs trifft er auf Aschta die Jüngere, beide verlieben sich ineinander. Später verloben sie sich.
Am Nugget-tsil erzählt er die Sage von Dschinnistan und der alten Königin Marimeh. Angeregt durch das Gesetz von Dschinnistan, dass jeder der Engel seines Nächsten sein solle, gründete Tatellah-Satah den Winnetou-Clan, dessen Mitglieder nach dem Dschinnistan-Gesetz handeln. Als Erkennungszeichen tragen die Mitglieder einen zwölfstrahligen Stern auf der Brust. Der Junge Adler wurde der erste „Winnetou“. Als die beiden Enters-Brüder ebenfalls „Winnetous“ werden wollen, nimmt er ihnen den Handschlag ab.
Am Mount Winnetou baut er gemeinsam mit seiner Verlobten ein Fluggerät, zu dem er den Motor auf seinem Rücken aus dem Osten mitgebracht hat. Der Flug, den er mit Aschta zusammen unternimmt, führt ihn zum Berg der Königsgräber. Mit diesem Flug löst er eine alte Sage ein. Als er dann mit dem Fluggerät den feindlichen Häuptlingen auch noch die Medizinen, die Old Shatterhand ihnen abgenommen hatte, zurückbringt, besiegelt das das Ende aller Feindschaften zwischen den indianischen Stämmen.

##### Kiowas

###### Tangua
Siehe: Nordamerika, Widersacher

###### Pida
Pida (Hirsch) ist ein Kiowakrieger und der Lieblingssohn von Tangua.
Im letzten Kapitel von Winnetou I wird Pida von Old Shatterhand überwältigt und gegen den gefangenen Sam Hawkens ausgetauscht.
In Winnetou III ist Pida der Schwiegersohn von Sus-Homascha. Er nimmt Old Shatterhand gefangen, kurz nachdem dieser am Nugget-tsil das Testament Winnetous ausgegraben hat, und schützt ihn vor Übergriffen Santers. Pida verhindert auch, dass Santer von Tangua das Testament Winnetous zugesprochen bekommt; er nimmt es an sich und steckt es in seinen Medizinbeutel. Santer raubt es ihm mit der Medizin allerdings kurze Zeit später. Pida verfolgt daraufhin Santer. Old Shatterhand befreit sich aus der Gefangenschaft der Kiowas und jagt ebenfalls Santer nach. Dabei trifft er auf Pida, veranlasst, dass dieser seine Medizin von den Mimbrenjos, die sie von Santer bekommen haben, wiedererhält, und reitet mit ihm zusammen zum Dunklen Wasser. Beide müssen mit ansehen, wie Santer sich unbeabsichtigt in die Luft sprengt.
In Winnetou IV ist Pida bereits über 50 Jahre alt. Er überbringt die Forderung Tanguas und der drei anderen feindlichen Häuptlinge zum Zweikampf, bedauert aber die Feindseligkeiten. Er führt die Krieger der Kiowas und der Comanchen in die Höhle am Mount Winnetou und wird mit ihnen beim Einsturz der Höhle verschüttet. Nach seiner Rettung vermittelt er zwischen seinem Vater und Old Shatterhand.

###### Bao
Bao ist ein Krieger der Kiowas. In Winnetou I raucht Old Shatterhand mit ihm sein erstes Kalumet. Er bietet Bao und den anderen Kiowas danach Zigarren an, die diese aber nicht rauchen, sondern essen.

###### Metan-akva
Metan-akva (Blitzmesser) ist ein Kiowa, der von Old Shatterhand im Zweikampf getötet wird.
Er ist ein Krieger von wahrhaft herkulischen Körperformen. Es ist der erste Zweikampf Old Shatterhands, der damals noch ein Greenhorn war. Der Zweikampf fand statt, da Old Shatterhand gefangene Apachen frei haben wollte, die Kiowas waren dagegen. So kam es zum Duell mit Messern.

###### Sus-Homascha
Sus-Homascha (indianisch: Eine Feder) ist ein Kiowa-Krieger. Er ist der Vater von Kakho-oto und von Pidas Squaw. Er steht bei seinem Stamm in hohem Ansehen.
Dem gefangenen Old Shatterhand bietet er an, als freier Krieger in den Stamm der Kiowas aufgenommen zu werden, wenn er Kakho-oto zur Frau nimmt. Aber Old Shatterhand lehnt dankend ab.

###### Kakho-oto
Kakho-oto ist eine junge Kiowa-Indianerin und Tochter von Sus-Homascha. Ihre Schwester ist mit Pida, dem Häuptlingssohn verheiratet. Old Shatterhand vergleicht sie mit Nscho-tschi.
Kakho-oto verliebt sich in den gefangenen Old Shatterhand, dem ihr Vater anbietet, durch die Heirat mit Kakho-oto in den Stamm der Kiowas aufgenommen und dadurch frei zu werden. Old Shatterhand lehnt jedoch ab – aus Prinzip. Er vertraut der jungen Indianerin seine Fluchtgedanken an, die ihn nicht verrät und ihm hilft, seine Gewehre und sonstigen persönlichen Sachen mitzunehmen.
Jahrzehnte später ist Kakho-oto die Freundin von Aschta der Älteren und von Kolma Puschi. Als Mann verkleidet trifft sie Karl May/Old Shatterhand auf dem Weg zum Deklil-to. Er stellt wieder die Ähnlichkeit ihres Blickes mit Nscho-tschi fest. Er erfährt, dass Kakho-oto seit der Flucht Old Shatterhands aus dem Lager der Kiowas ledig blieb und die Jahre darauf verwendet hat, Shatterhands und Winnetous Ideale der Edelmenschlichkeit, der Friedfertigkeit und der Nächstenliebe auch bei den Kiowas wachsen zu lassen. Sie freundet sich mit Mays Frau Herzle an, was zu einem Missverständnis Max Pappermanns führt, der Kakho-oto für einen Mann hält: Er bezichtigt Mays Frau der Untreue. Kakho-oto führt Old Shatterhand und seine Begleiter zum „Haus des Todes“ und ermöglicht ihnen, die Beratung der feindlichen Häuptlinge zu belauschen. Später zieht sie mit den Kiowas zum Mount Winnetou, wo sie mit ihrer Schwester versucht, Old Shatterhand über die Aktivitäten seiner Feinde zu informieren.

###### Onto-tapa
Onto-tapa (indianisch: Fünf Berge) ist ein Medizinmann der Kiowa.
Er erzählt bei der Beratung im „Haus des Todes“ die Sage vom Kriegsadler.
Zusammen mit Avat-towah erkundet er die Höhle am Mount Winnetou und wird von Old Shatterhand gefangen genommen. Beiden gelingt dann zwar die Flucht, doch werden sie beim Einsturz der Höhle verschüttet. Old Shatterhand kann sie befreien.

##### Upsarokas

###### Kanteh-pehta
Kanteh-pehta (indianisch: Feuerherz) ist ein Medizinmann der Upsaroka und der Bruder Schunka-schatschas. Er hat eine riesige, herkulische Gestalt. Er trägt Lederhosen voller Flechten aus dem Haar erlegter Feinde und starklederne Beinschützer, die mit Streifen aus Menschenhaut verziert sind. Auf der Brust befindet sich ein Panzer aus schuppenartig übereinander befestigten Skalptellern, und auf dem Kopf sitzt der Schädel eines Kuguars.
Im Kampf mit Hong-peh-te-keh verlor er einst das linke Ohr und wurde schwer an der linken Schulter verletzt. Ihm wurde die Medizin gestohlen.
Auf der Suche nach einer neuen nennt er sich Oiht-e-keh-fa-wakon (indianisch: Der Tapfere, der seine Medizin sucht) und trifft er auf Old Shatterhand, Winnetou und deren Gefährten, die den Bärenjäger Baumann befreien wollen.
Kanteh-pehta wird im Zweikampf von Old Shatterhand besiegt und schließt sich dessen Zug an. Er erhält seine Medizin wieder.

###### Makin-oh-punkreh
Makin-oh-punkrey (indianisch: Der hundertfache Donner) ist ein Upsarokakrieger im Gefolge Kanteh-pehtas.
Er wird im Zweikampf von Winnetou besiegt.

###### Schunka-schatscha
Schunka-schatscha (indianisch: Großer Hund) ist ein Upsaroka und der Bruder von Kanteh-pehta.

###### Uamduschka sapa
Uamduschka sapa (indianisch: Schwarze Schlange) ist ein unerbittlich strenger Häuptling der Upsarokas und der Mann von Uinorintscha ota, die er sehr liebt. Uamduschka sapa hasst die Bleichgesichter.
Während er mit seinen Kriegern gegen die Oglala zieht, reiten diese – angestiftet vom ehemaligen Indianeragenten Folder, den Uamduschka sapa einst wegen Pferdediebstahls hatte auspeitschen lassen – gegen die Upsarokas.
Die beiden minderjährigen Söhne Uamduschka sapas sind diesem heimlich gefolgt, um sich als Krieger einen Namen zu machen; dabei fallen sie in die Hände der Oglala. Auch Uamduschka sapas Frau, die ihren Söhnen folgte, wird von den Feinden gefangen genommen.
Auf Veranlassung Folders werden die Squaw und ihre Söhne zusammen mit mehreren Klapperschlangen in ein Felldepot gesteckt, wo sie einen grausamen Tod sterben sollen.
Aufgrund glücklicher Umstände und der Hilfe Winnetous und Old Shatterhands werden die drei gerettet und die Feinde gefangen, die dann Uamduschka sapa übergeben werden.
Es gelingt Old Shatterhand, die Freilassung des Oglala-Häuptlings Tantschan Honska und seiner Krieger zu erwirken; Folder jedoch wird von Uamduschka sapa an den Marterpfahl gebracht.

###### Uamduschka sapas Söhne
Die beiden Söhne des Upsaroka sapas sind 14 und 15 Jahre alt.
Sie folgen heimlich dem gegen die Oglala reitenden Zug ihres Vaters, um sich einen Namen zu machen, und werden von den Feinden gefangen.
Zusammen mit ihrer Mutter Uinorintscha ota stecken diese sie in ein Felldepot mit mehreren Klapperschlangen. Ihre Mutter erwürgt die Schlangen und rettet so die beiden Knaben.
Diese können dann zwei Oglala töten, wodurch sie Krieger werden.

###### Yakonpi-Topa
Yakonpi-Topa (= Vier Hirten) ist ein Häuptling der Kikatsa (Upsaroka). Seinen Namen bekam er, weil er als junger Krieger vier Cowboys tötete. Er ist ein alter, listiger Fuchs, tapfer, klug und gerecht.
Der Trapper Nana-po fiel mit seinen Shoschone-Begleitern aufgrund eines Betruges der Blutindianer in seine Hände. Yakonpi-Topa sandte ein 'sprechendes Leder' an die Frau von Nana-po, in dem er ein Lösegeld in Form von 365 Gewehren fordert.
Old Shatterhand entziffert für Frau Hiller diese Botschaft und macht sich auf ihre Bitte hin mit Winnetou und Hermann Rost auf, Nana-po zu befreien. Peteh, der Häuptling der Blutindianer, nimmt Old Shatterhand und seine Gefährten gefangen (Winnetou kann entkommen) und überlässt sie Yakonpi-Topa und seinen Kriegern.
Winnetou und Old Shatterhand beweisen Yakonpi-Topa schließlich, dass er von Peteh betrogen wurde. Daraufhin ist dieser bereit, mit den Schoschonen Frieden zu schließen und Hiller sein Eigentum zurückzugeben. Später unterstützt er Old Shatterhand und seine Gefährten bei der Verfolgung von Corner und seinen Komplizen.

###### Starker Büffel
Starker Büffel ist in Karl Mays Erzählung Der schwarze Mustang der Name eines Häuptlings der Absarokee (bei May Upsarokas genannt). Ein Spion der Komantschen namens Kita Homascha wird von Winnetou und Old Shatterhand verdächtig gefunden und deshalb ausgefragt. Kita Homascha behauptet jedoch, ein Upsaroka zu sein und nennt sich Juwaruwa.
„Das heißt Elk in der Sprache der Upsarokas. Gehörst du zu diesem Stamme?“
„Ich bin ein Krieger desselben.“
„Wo weidet er jetzt seine Pferde?“
„In Wyoming.“
„Und wie heißt der Kriegshäuptling desselben?“
„Er wird ›starker Büffel‹ genannt.“
Old Shatterhand war zufälligerweise vor kurzer Zeit bei den Krähenindianern, die zum Volke der Dakotas gehören, gewesen; er kannte die Verhältnisse derselben und war also im stande, zu beurteilen, ob der Indianer ihn belog. Die Antworten enthielten die Wahrheit.
Dennoch kann er den – berechtigten – Verdacht der beiden berühmten Jäger nicht zerstreuen.

##### Osagen

###### Schahko Matto
Schahko Matto (Sieben Bären) ist der Kriegshäuptling der Osagen und wird in Old Surehand III (in bearbeiteten Ausgaben Old Surehand II) vom Feind zum Freund von Old Shatterhand, Winnetou, Old Surehand und Apanatschka.
Er ist über fünfzig Jahre alt, nicht sehr groß, aber ungemein breit gebaut, hat krumme Beine und ist sehr kräftig.
In den neuen Versionen wurde er auf Matto Schahko umbenannt.

###### Menaka Schecha
Menaka Schecha (Gute Sonne) ist ein tapferer Häuptling der Osagen.
Er trifft in der sogenannten Rolling-Prairie auf Humply-Bill, Gunstick-Uncle und Lord Castlepool. Er ist gerade den Tramps aus der Gefangenschaft entflohen, hat jedoch kein Pferd und keine Waffen. Indianer seines Stammes sind noch gefangen.
Er befand sich in den besten Mannesjahren und trug die gewöhnliche indianische Lederkleidung […] Auf jeder seiner Wangen war eine Sonne tättowiert.

###### Honskeh Nonpeh
Honskeh Nonpeh (indianisch: Lange Hand) ist ein friedfertiger Anführer der Osagen.

#### Widersacher

##### Cornel Brinkley
Verstümmelung von „Colonel“, Oberst – „Der Rote Brinkley“. Anführer von Tramps (Banditen) im Roman „Der Schatz im Silbersee“. Bekommt von einem Indianer aus Rache die Ohrmuscheln abgetrennt. Er stirbt mit den übrigen Tramps am Marterpfahl der Indianer.
In der Verfilmung des Romans wird er von dem Deutsch sprechenden Herbert Lom dargestellt.

##### Harry Melton

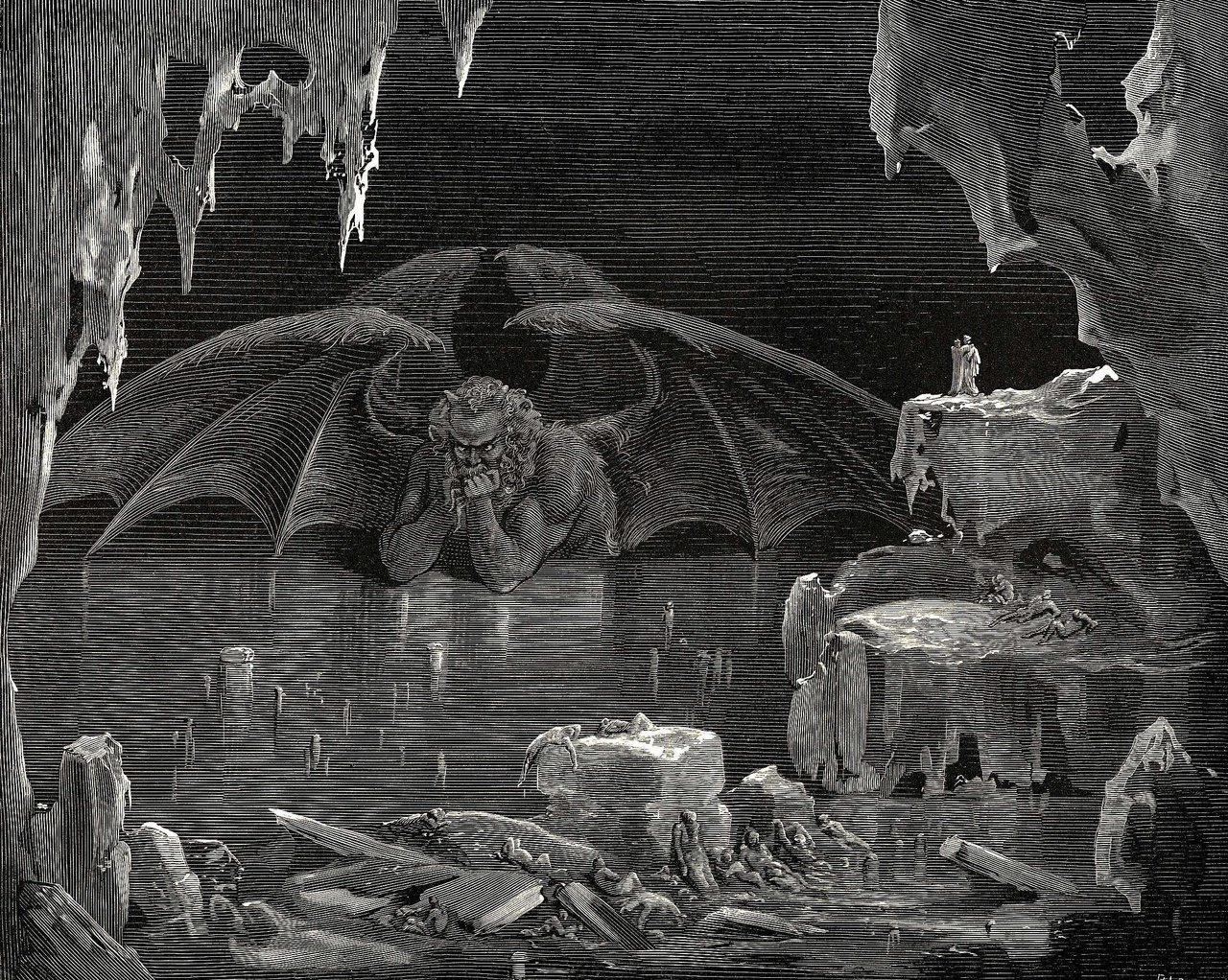
Harry Meltons Gesichtszüge entsprechen der Darstellung des Satan von Gustave Doré

Dem Mormonen Harry Melton, der Titelfigur Satan im Roman Satan und Ischariot I–III, begegnet Old Shatterhand im „Meson de Madrid“ von Guaymas in Mexiko, wo dieser für den Besitzer der Hazienda del Arroyo, Timoteo Pruchillo, Deutsche als Arbeitskräfte anwirbt, deren Verträge so abgefasst sind, dass sie an die Hazienda del Arroyo gebunden sind. Später lässt er die Hazienda von seinen Verbündeten, den Yumas, überfallen und niederbrennen, damit er das Anwesen samt dem dazugehörigen Quecksilber-Bergwerk Almaden alto vom Vorbesitzer billig kaufen kann. Die angeworbenen Arbeiter und ihre Angehörigen werden nach Almaden alto geschafft und müssen dort in Gefangenschaft Quecksilber für ihn fördern. Old Shatterhand gelingt es, sie wieder zu befreien und Harry Melton gefangen zu nehmen. Melton wird an den Yuma-Häuptling „Listige Schlange“ ausgeliefert, kann aber entkommen. Als Schreiber Hudson schleicht er sich in die Kanzlei des Anwaltes Fred Murphy ein, um dort die Betrügereien seines Neffen Jonathan bezüglich des Vermögens des alten Hunter zu decken. Auf der Flucht vor Old Shatterhand, Winnetou und Emery Bothwell wird er von seinem Bruder Thomas beim Streit um das einzige Pferd ermordet.

##### Thomas Melton

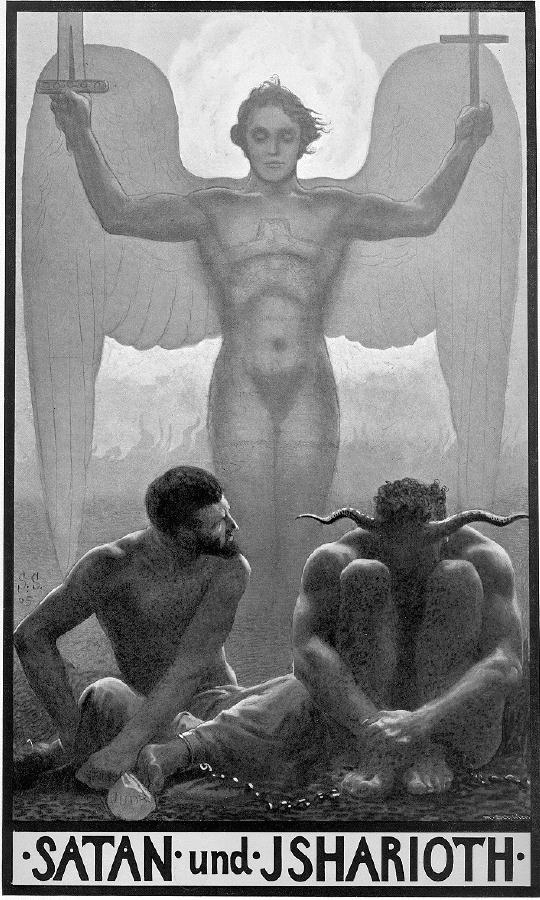
Symbolistisches Deckelbild zu Satan und Ischariot I–III von Sascha Schneider, 1905

Thomas Melton, der Bruder von Harry Melton, Vater von Jonathan Melton und Titelfigur Ischariot im Roman Satan und Ischariot I–III, hat sich vor Jahren der Verfolgung durch Old Shatterhand wegen Falschspiels und Mord durch die Flucht nach Tunesien entzogen. Dort lebt er unter dem falschen Namen Kalaf Ben Urik als Hauptmann der Armee, sein Vorgesetzter und Gönner ist Krüger-Bei. Während der Niederschlagung eines Aufstandes der Uled Ayar-Beduinen läuft er zu diesen über und lockt Krüger-Bei in eine Falle, um ein Lösegeld zu erpressen. Im Zuge dieser Wirren ermordet er zudem den Millionärssohn Small Hunter, dessen Stelle dann von seinem Sohn Jonathan eingenommen wird, um dessen Erbe an sich zu bringen. Kara Ben Nemsi nimmt beide Meltons gefangen, diese können sich aber befreien und flüchten nach New Orleans. Später ermordet er, auf der Flucht vor seinen Verfolgern Winnetou, Old Shatterhand und Emery Bothwell, seinen eigenen Bruder Harry, um mit dessen Pferd weiter flüchten zu können. Nach seiner erneuten Gefangennahme will er sich durch Verrat an seinem Sohn freikaufen. Als er keinen Ausweg mehr sieht, tötet er sich selbst.

##### Jonathan Melton
Jonathan Melton, der Sohn von Thomas Melton und Neffe von Harry Melton, sieht dem Millionenerben Small Hunter zum Verwechseln ähnlich. Er erschleicht sich das Vertrauen von Small Hunter, bereist zusammen mit ihm den Orient und trifft in Tunis auf seinen Vater, der dort unter dem Namen Kalaf Ben Urik lebt. Thomas Melton ermordet Small Hunter, und Jonathan tritt an seine Stelle, um in Amerika dessen Millionen-Erbschaft anzutreten. In New Orleans lernt er Judith Silberstein kennen, die – angezogen durch seinen Reichtum – mit ihm vor Old Shatterhand, Winnetou und Emery Bothwell, die bereits seit Tunis auf seinen Fersen sind, flieht. Nach seiner Gefangennahme erfährt er vom Tod seines Vaters, was ihn aber völlig kalt lässt. Er stirbt im Gefängnis während der Verbüßung seiner Haftstrafe.

##### Old Wabble
Old Wabble alias Fred Cutter ist eine Gestalt aus den Reiseerzählungen Old Surehand I (1894, hierin integrierte May seinen ersten Auftritt in der Erzählung Der erste Elk (1893)) und Old Surehand III (1897). Er ist über 90 Jahre alt, war früher Cowboy und trägt die Beinamen König der Cowboys sowie „Indianertöter“. Er ist ein geübter Trapper, Reiter und Schütze (Westmann). Zunächst ist er ein Gefährte von Old Shatterhand und Winnetou. Da es zwischen ihm und Old Shatterhand jedoch wiederholt zu Meinungsverschiedenheiten, etwa über die Weltanschauung und den Umgang mit Indianern, sowie zu Kompetenzrangeleien kommt, schließt er sich schließlich dem Gauner Daniel Etters alias der General an und macht sich zum Feind von Old Shatterhand und Winnetou. Erst stehlen Cutter und Etters deren Gewehre, später verübt Old Wabble mehrere erfolglose Mordanschläge auf Old Shatterhand und nimmt diesen mit Hilfe einer Bande Tramps gefangen. Kurz bevor er nach einem Gewaltakt stirbt, versöhnt er sich mit Old Shatterhand. Er hatte nie an Gott geglaubt, trotzdem betet er mit Old Shatterhand, als sein Tod naht.
Old Wabble ist eine Figur, an der man den Wandel vom Mitstreiter zum Gegner der Haupthelden nachvollziehen kann.
In den Old Surehand-Karl-May-Filmen mit Stewart Granger ist Old Wabble ein vertrottelter, tollpatschiger Gefährte („Sidekick“) desselben in mittlerem Alter. Er hält sich selbst für einen Westmann, ist aber auf Führung und Schutz seines Partners angewiesen. In den Verfilmungen wird er dargestellt vom jugoslawischen Schauspieler Milan Srdoč, der aber von den Produzenten den englischen Namen Paddy Fox verpasst bekam. Privat soll Old Wabble im Film Old Surehand 1. Teil Jeremy Sanders heißen.

##### Santer
Santer (Vorname: Im Buch keiner; im Film Frederick) ist der Mörder von Intschu tschuna und Nscho-tschi. Im Band Winnetou I (1893) tritt er erst im 6. Kapitel (in der KMV-Bearbeitung: 19. Kapitel) auf, im 1963 gedrehten Film Winnetou 1. Teil von Harald Reinl, in dem er von Mario Adorf gespielt wird, schon am Anfang, wo er quasi den Anfangspart der Romanfigur Rattler übernimmt und auch Klekih-petra ermordet. In der Romantrilogie stirbt er im 3. Band, im Film schon am Ende des 1. Teils. Im 2. Band hat Santer ebenfalls einen Auftritt.
In Winnetou IV (1910) erfährt der Leser, dass Santer zwei noch lebende Söhne hat, die sich für die Taten ihres Vaters schämen und Old Shatterhand/Karl May sowie dessen Frau auf ihrer Amerikareise insgeheim zu beschützen suchen.

##### Tangua
Tangua ist Häuptling der Kiowas. Er kommt in den Winnetou-Bänden I, III (beide 1893) und IV (1910) vor. Er ist den Apachen feindlich gesinnt. Sein Stamm versuchte, angestachelt durch weiße Händler, den Apachen Pferde zu stehlen, war aber gescheitert, und er nahm daher das Angebot von Sam Hawkens an, die Apachen in eine Falle zu locken. Nachdem dies gelungen war, Winnetou und sein Vater aber von Old Shatterhand befreit wurden, wollte er die übrigen gefangenen Apachen sofort töten, konnte aber von Old Shatterhand und seinen Freunden als Geisel genommen werden. Sein Angebot, die Gefangenen nicht zu töten, wenn Old Shatterhand einen Messerkampf gegen Blitzmesser gewinnt, wird von diesem angenommen. Nach dem gewonnenen Kampf werden die Gefangenen zwar nicht getötet, er will sie aber einfach verhungern lassen, wozu es aber nicht kommt, da kurz danach die von Winnetou und seinem Vater herangeführten Apachen alle überwältigen und gefangen nehmen. Gegen ein Lösegeld werden sie aber von den Apachen frei gelassen.
Während der Gefangenschaft der Weißen um Old Shatterhand bei den Apachen intrigiert Tangua gegen diese und verdreht die Tatsachen. Nachdem er von Old Shatterhand mehrerer Lügen und Intrigen zu Lasten der Apachen überführt und von diesem im Zweikampf dauerhaft gelähmt wurde, wird er von den Apachen endgültig verstoßen, was seine Feindschaft zu den Apachen noch verstärkt. Er gewährt Santer, nachdem dieser Nscho-tschi und Intschu tschuna getötet hat, vorübergehend Unterschlupf. Nachdem Winnetou getötet worden war, gelingt Tanguas Leuten die Festnahme Old Shatterhands, der jedoch wieder entkommt. Sein geliebter Sohn Pida ist Old Shatterhand dagegen nicht feindlich gesinnt.
In Winnetou IV wird Tangua erneut als einer der unversöhnlichsten Feinde Old Shatterhands vorgestellt. Am Ende werden Tangua und Old Shatterhand Freunde. Allerdings verhält er sich hier ehrenhaft.
Im Film Winnetou 1. Teil wird Tangua von dem jugoslawischen Schauspieler Tomislav Erak dargestellt.

##### Tokvi Kava (Schwarzer Mustang)
Tokvi Kava ist ein Häuptling der Naiini-Komantschen, der mit seinem „halbblütigen“ Enkel Ik Senanda, dem Sohn seiner Tochter und eines Weißen, ein Eisenbahner-Camp überfallen will. Der Name bedeutet „Der schwarze Mustang“, nach dem auch die Jugenderzählung benannt ist. Winnetou und Old Shatterhand verhindern zusammen mit „Timpes Erben“, Hobble-Frank und Tante Droll den Überfall.

##### Roter Olbers
Der Rote Olbers ist ein berüchtigter Spieler, Bandenführer und Mörder.
Der Yankee hat den Pelztierjägern um William Brandes die Fallen und die erbeuteten Felle geraubt und will danach den Ölprinzen Wittler überfallen.
Bereits vor Jahren hatte er dessen Schwager wegen seines Goldes ermordet. Winnetou und Old Shatterhand verfolgten damals den Mörder, Winnetou schlug ihm mit seinem Tomahawk die Hälfte des Gesichts ab, was Olbers aber überlebte.
Aus Rache, weil der Überfall auf Wittler scheitert, zündet Olbers das Öltal am Shayan-See an, kommt in dem Brand aber selbst um.

#### Weitere Schlüsselfiguren

##### Ellen
Ellen ist in der Urfassung der Old Firehand-Erzählung, die später in „Winnetou II“ eingearbeitet wurde, die Tochter Old Firehands und Ribannas. Der Ich-Erzähler lernt sie kennen und verliebt sich in sie. Durch die von May selbst vorgenommene, eher oberflächliche Änderung der Figur der erwachsenen Ellen in einen jugendlichen Harry lesen sich einige Dialoge aus heutiger Sicht eher befremdlich.

##### Intschu tschuna
Intschu tschuna ist Häuptling der Mescalero-Apachen und Vater von Winnetou und Nscho-tschi.
Intschu tschuna (Gute Sonne) wird von Karl May als älteres, ernsteres und strengeres Pendant zu Winnetou geschildert. Er tritt als ursprünglicher Besitzer der Silberbüchse auf, die als Gewehr Winnetous bekannt wurde.
Im Roman Winnetou I (1893) bestreitet er gegen den gefangenen Old Shatterhand einen ungleichen Zweikampf, dessen Ausgang als Gottesurteil gewertet werden soll. Er verliert trotz besserer Ausgangslage durch eine List Old Shatterhands, der daraufhin als freier Mann gilt.
Intschu tschuna wird wie seine Tochter Nscho-tschi vom Banditen Santer ermordet, als er Gold aus einem Versteck besorgen will, das zur Ausbildung seiner Tochter dienen soll.
Bei Karl May tritt Intschu tschuna nur im Roman Winnetou I auf, in anderen Erzählungen wird er allenfalls kurz erwähnt. Über das frühere Leben Intschu tschunas, auch über die Herkunft der Silberbüchse, schreibt Karl May nichts. Diese Lücke wird von dem Autorengespann Jutta Laroche/Reinhard Marheinecke, die Erzählungen im Sinne und Stil Karl Mays verfassen, in dem Roman „Winnetous Kindheit“ geschlossen. Darin erhält Intschu tschuna die Silberbüchse als Geschenk eines spanischen Grafen zum Dank für die Hilfe im Kampf gegen räuberische Mexikaner.
In der Verfilmung von Winnetou 1. Teil wird Intschu tschuna von dem jugoslawischen Schauspieler Mavid Popović dargestellt.

##### Klekih-petra
Klekih-petra war ein 1848er, der aus Deutschland auswanderte und als weiser Vater bei den Apachen lebt. Er begleitet Winnetou und Intschu tschuna in Winnetou Bd. 1 (1892) in das Lager der Landvermesser, um zu vermitteln. Sie befanden sich auf Bärenjagd, der Bär wurde aber von Charley (= Old Shatterhand) mit dem Messer erstochen. Er wird von Rattler erschossen, als er sich vor Winnetou wirft, und bittet den jungen Charley mit seinen letzten Worten, sich um Winnetou zu kümmern. In einem vorangehenden Gespräch zwischen Charley und Klekih-petra erkennen die beiden, dass sie ähnliche Wertansichten haben. Klekih-petras Tod ist Hauptursache für die folgenden Angriffe der Apachen.
Im Film Winnetou 1. Teil wird Klekih-petra von dem jugoslawischen Schauspieler Hrvoje Svob dargestellt.

##### Kolma Puschi
Kolma Puschi (= Dunkelauge/Schwarzauge), eigentlich Tehua (= Sonne) oder Emily Bender, ist eine getaufte Moqui-Indianerin, die Frau des Kaufmanns Bender, die Mutter von Apanatschka und Old Surehand (eigentlich Fred und Leo Bender), die ältere Schwester von Tokbela und Ikwehtsi'pa – eine zentrale Gestalt der Surehand-Trilogie und in Winnetou IV, sie heißt hier Kolma Putschi und ist eine Freundin von Old Shatterhands (Karl Mays) Frau – dem Herzle, welche einen regen Briefwechsel führen.
In der Surehand-Trilogie ging sie mit ihren Geschwistern nach dem Osten, um sich „die Kenntnisse und Umgangsformen der Bleichgesichter anzueignen“, heiratete dort den Geschäftsmann E. Bender und wies die Annäherungsversuche von dessen Stiefbruder Daniel Etters zurück. Dieser (zusammen mit Lothaire Thibaut) brachte sie, ihren Mann und ihren Bruder daraufhin zu Unrecht ins Zuchthaus, wo ihr Mann starb. Sie und ihr Bruder kamen wieder frei. Auf dem Weg zu einem Goldplacer wurden beide von Etters und Thibaut überfallen. Etters ermordete Ikwehtsi'pa, Kolma Puschi wurde auf dessen Grab gefesselt ihrem Schicksal überlassen. Häuptling Tusahga Saritsch rettete sie, begehrte sie zur Frau, verzichtete aber auf sie, als sie ihn im Zweikampf besiegte. Als Kolma Puschi wieder in den Osten kam, waren ihre Kinder und ihre Schwester verschwunden. Sie ging in den Westen, um Thibaut und Etters aufzuspüren. Dort ist sie nur als männlicher Indianer, der seine Waffen zu führen versteht, unter dem Namen Kolma Puschi bekannt, als „rätselhafte Persönlichkeit“, als „Indianer, den kein Mensch näher kannte, der zu keinem Volke gehörte und der in stolzer Weise jeden Umgang von sich wies“. Erstaunlich ist die Ähnlichkeit mit Winnetou: Wie dieser hat Kolma Puschi lange, dunkle Haare „in einen Schopf gebunden, von welchem sie […] über den Rücken bis auf die Erde niederfielen“; sie ist älter als Winnetou,
„aber man sah noch heut, daß er einst gewiß schön gewesen war. Seine Gesichtszüge waren ernst und streng […] Wie war der harte, unerbittliche Zug, der seine vollen Lippen umlagerte, mit dem wunderbaren, milden Glanze seiner Augen in Harmonie zu bringen […]?“
Dies alles ist Vorgeschichte der Trilogie. Diese setzt 30 Jahre nach den oben geschilderten Ereignissen ein. Als Old Shatterhand sie bzw. ihn – denn für einen Mann muss er sie halten – zum ersten Mal trifft, im dritten Band der Trilogie, sitzt er/sie, mit hoher männlicher Bariton- oder sehr tiefer weiblicher Altstimme singend, in der Wildnis. Er/sie befreit Old Shatterhand, Winnetou und deren Gefährten aus den Händen Old Wabbles. Old Shatterhand erkennt in ihr die Mutter Apanatschkas und Old Surehands und bringt so die Familie wieder zusammen. Ihre Rache gegen Thibaut erledigt sich durch Schahko Mattos Zweikampf mit diesem, die gegen Etters durch dessen Sturz vom Felsen.
In Winnetou IV wird sie durchgehend Kolma Putschi genannt. Sie ist eine Freundin von Kakho-oto. Seit den früheren Ereignissen hat sie sich sehr verändert:
„Ihre früher so elastische Gestalt hatte sich gebeugt. Ihr grauglänzendes Haar war in dünn gewordenen Zöpfen um den unbedeckten Kopf gelegt. Ihr sehr gealtertes Gesicht bestand aus lauter kleinen, winzigen, eng aneinander liegenden Fältchen. Und doch war es schön, dieses Gesicht. Es besaß jene von innen heraus sprechende Schönheit, welche man als Altersschönheit bezeichnet. Sie pflegt das Produkt vielen Leidens und Denkens zu sein.“
Kolma Putschi ist eine seelisch und geistig hochbegabte Frau, die mit Karl Mays/Old Shatterhands Frau Herzle in Briefkontakt steht. Zusammen mit ihren Söhnen und Enkeln (Young Apanatschka und Young Surehand) schwärmt sie für das Denkmal, das Winnetou am Mount Winnetou errichtet werden soll. Herzle und Old Shatterhand gelingt es jedoch, sie mit Hilfe von Sascha Schneiders Winnetou-Bild und mit der Lesung aus Winnetous Testament von der Falschheit des Denkmalprojekts zu überzeugen.
Katharina Maier hat ihr/ihm ein eindrucksvolles Kapitel in ihrem Buch Nscho-tschi und ihre Schwestern gewidmet.

##### Nscho-tschi
Nscho-tschi („Schöner Tag“) ist die Tochter des Apachenhäuptlings Intschu tschuna und Schwester von Winnetou.
Im Roman Winnetou I (1893) pflegt sie den gefangenen Old Shatterhand und verliebt sich in ihn. Ihr Vater will ihr auf ihren Wunsch eine Ausbildung in St. Louis ermöglichen. Auf dem Weg zu einer versteckten Goldquelle am „Nugget-Tsil“ werden Nscho-tschi und ihr Vater vom Banditen Santer ermordet.
In der Verfilmung von Winnetou 1. Teil wird Nscho-tschi von der französischen Schauspielerin Marie Versini dargestellt. Auch hier wird sie von Santer, gespielt von Mario Adorf, umgebracht. In dem Film Winnetou und sein Freund Old Firehand (1966), der jedoch auf keinem Buch von Karl May basiert, spielt sie aber wieder mit.
In der Zeichentrickserie WinneToons werden Abenteuer mit Winnetou, Old Shatterhand und Nscho-tschi aus der Zeit zwischen der Blutsbrüderschaft von Winnetou und Old Shatterhand bis zu den Ereignissen am Nugget-Tsil mit Santer erzählt (diese beruhen allerdings ebenfalls auf keiner Buchvorlage).
Marie Versini ist so stark mit der Rolle der Nscho-tschi verknüpft, dass sie ihre Autobiografie Ich war Winnetous Schwester nannte.

##### Ribanna

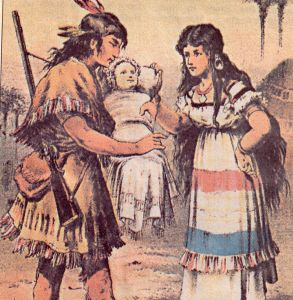
Älteste Darstellung von Winnetou und Ribanna, Illustration zu Im fernen Westen, 1879

Obwohl Ribanna, eine Häuptlingstochter vom Stamm der Assineboins, nur in einer Erzählung und deren Überarbeitungen erwähnt wird, ist ihre Figur regelrecht sagenumwoben. Sie ist die einzige Frau, für die Winnetou jemals Interesse zeigte. Allerdings heiratet sie Old Firehand, bekommt mit diesem zwei Kinder und wird von einem abgewiesenen Verehrer ermordet. Sie wird erwähnt in Old Firehand (1875), Im fernen Westen (1879) und Winnetou II (1893).
Im Film Winnetou 2. Teil wird Ribanna von der deutschen Schauspielerin Karin Dor dargestellt, die zu dem Zeitpunkt mit dem Regisseur des Films, Harald Reinl, verheiratet war. Im Film verlieben sich zwar Winnetou und Ribanna, doch sie heiratet den Sohn des Kommandanten von Fort Niobrara, dargestellt von Mario Girotti (= Terence Hill), um damit den Frieden zwischen Indianern und Weißen zu besiegeln.

#### Tiere

##### Hatatitla
Hatatitla ist der indianische Name des Rappen von Old Shatterhand, der ihm von Winnetou geschenkt wurde, und bedeutet Blitz. Hatatitla hat einen Bruder, Iltschi (Wind), der von Winnetou geritten wird.

##### Iltschi
Iltschi ist ein Pferd, das Winnetou gehört. Er ist ein Rappe, ebenso wie sein Bruder Hatatitla, den Winnetou seinem Blutsbruder, dem Ich-Erzähler Old Shatterhand, schenkt.
In der eigentlichen Winnetou-Trilogie werden die Pferde der Helden nicht namentlich benannt. Da diese aber den Lesern aus den anderen Romanen bekannt waren, wurde in der Bearbeitung des Karl-May-Verlages darauf geachtet, die Rappen ausdrücklich als Iltschi und Hatatitla zu bezeichnen. Konsequenterweise wurde in der Bearbeitung Iltschi nach dem Tod Winnetous erschossen, Winnetou auf ihn gesetzt und begraben.
Iltschi und Hatatitla sollen laut Karl May übersetzt Wind und Blitz heißen.

##### Swallow
Swallow (Schwalbe) ist der Name des Pferdes, das Old Shatterhand im Roman Winnetou II (1892, Vorversionen Old Firehand (1875) und Im fernen Westen (1879)) geschenkt wird. Es trägt seinen Namen wegen seiner Schnelligkeit. In der Erzählung Die Both Shatters (1881) wird Swallow von einem anonymen Ich-Erzähler geritten.

### Orient und Sitara

#### Wichtige Begleiter

##### Ben Nil
Ben Nil ist ein treuer und tapferer Begleiter des Ich-Erzählers in Ägypten und im Sudan. Die Figur war offenbar einer von Karl Mays Lieblingscharakteren – er erwähnt den jungen Begleiter sogar auf verschiedenen Postkarten, die er selbst 1899 von seiner Orientreise nach Deutschland schickte. Er schrieb darin, dass Ben Nil neben ihm auf dem Diwan sitze und die Karte mit unterschreiben werde. Tatsächlich findet sich auf diesen Karten eine Unterschrift in arabischer Schrift.

##### Reïs Effendina
Der Reïs Effendina (Kapitän unseres Herrn, eigentlich Achmed Abd el Insaf, Achmed, Diener der Gerechtigkeit) ist eine zentrale Figur der Reiseerzählung Im Lande des Mahdi I-III (1896), die eine Trilogie über den Kampf des „Guten“ gegen Sklavenhändler am Nil darstellt.
Er ist ein sauber gekleideter, vornehmer ägyptischer Offizier, der direkt dem Vizekönig unterstellt ist und über weit reichende Kompetenzen im Kampf gegen die organisierte Kriminalität verfügt. In diesem Rahmen verfolgt und stellt er hauptsächlich Sklavenhändlerringe, deren Angehörige er nach der Ergreifung schnell aburteilt und hinrichten lässt. Er lernt den Helden der Trilogie, Kara Ben Nemsi Effendi, kennen und verbündet sich mit ihm gegen das Böse. Sein Engagement gegen Menschenraub und -handel bringen ihm den Respekt von Kara Ben Nemsi ein. Doch im Zuge der Geschichte kommt es mehr und mehr zu Meinungsverschiedenheiten zwischen beiden, unter anderem über die Bestrafung der Gefangenen, die Kara Ben Nemsi gerne schonen, der Reïs Effendina aber stets sofort töten will („Wehe dem, der wehe tut“), was er vereinzelt auch durchsetzt. Nachdem er Kara Ben Nemsi schließlich, trotz dessen aufopferungsvoller Verdienste um ihre gemeinsame Sache, nicht mehr als seinen Partner, sondern als seinen Untergebenen ansieht und ihn um seine Autorität bei den Untergebenen und um seine Erfolge beneidet, kommt es zum Zerwürfnis zwischen beiden.

##### Selim
Selim ist eine Nebenfigur der Mahdi-Trilogie. Er ist ein langer, dünner Beduine und ist zunächst Diener des Türken Murad Nassyr, schließt sich nach Bekanntwerden dessen verbrecherischer Pläne später aber Kara Ben Nemsi an, dessen Begleiter er auf dem Weg nach Süden ist. Er erzählt gerne von seinem angeblichen Mut, geht selbst aber regelmäßig Gefahren aus dem Weg. Er bringt Kara Ben Nemsi sowie dessen Pläne mehrfach durch Ungeschicklichkeit in Gefahr.

##### Sir David Lindsay
auch: Lord David Lindsay. Auf der Suche nach Abenteuern begleitet der spleenige Engländer den Helden Kara Ben Nemsi in den ersten drei Bänden des Orientzyklus (1892) und tritt im letzten wieder auf. Die große Leidenschaft Lindsays ist anfangs die Suche nach assyrischen Steinskulpturen in Form geflügelter Stiere, die er in Karl Mays mitunter fragwürdigem Englisch Fowlingbulls nennt. Später will er die gleichen Reisen unternehmen wie sein Freund Kara Ben Nemsi.
„Der Lord soll ein grau gekleideter Kerl sein – mit blauer Brille, mit langer, roter Nase und mit einem sehr breiten Mund.“ (Zitat aus: Der Schut) Er hatte „ein langes, schmales, von der Sonne zusammengebratenes Gesicht, von dessen unterer Hälfte ein röthlicher Semmelbart herniedertropfte; den breiten Mund, der jetzt eine Öffnung so groß wie diejenige des Gotthardtunnels besaß; die lange Nase, dreifach vergrößert durch die Aleppobeule, und darüber einen vollständig kahl geschorenen, weiß glänzenden Kopf, auf dessen Scheitelpunkte nur ein einziges Zöpfchen stehen geblieben war“. (Zitat aus: Von Bagdad nach Stambul)
Trotz seiner spleenigen Art ist er ein mutiger und kluger Mann, der Kara Ben Nemsi ein treuer – und spendabler – Begleiter ist. Im Band Im Reiche des silbernen Löwen III (1902) wird er von Kara Ben Nemsi auf ein Schiff gebracht und verschwindet für immer aus den Romanen. Sein weiteres Schicksal ist unbekannt.
Karl May beschreibt in Freuden und Leiden eines Vielgelesenen (1896), wie er in Radebeul einen Brief von Lindsay erhält und erwähnt, dass dieser in Australien Kohlefelder und Gold gefunden hat.
In den KMV-Bearbeitungen des Kolportageromans Deutsche Herzen – Deutsche Helden (1885–1887) Der Derwisch (1933), Im Tal des Todes und Zobeljäger und Kosak (beide 1934) übernimmt er die Rolle des Lord Eaglenest.
In Karl-May-Filmen taucht er auf in Die Sklavenkarawane (1958) und Der Löwe von Babylon (1959) (beide Mal gespielt von Theo Lingen), in Der Schut (1964), Durchs wilde Kurdistan (1965) und Im Reiche des silbernen Löwen (1965) (gespielt von Dieter Borsche) sowie in der Fernsehserie Kara Ben Nemsi (1973 und 1975) (gespielt von Ferdy Mayne). In dem 7-teiligen Hörspiel Durch die Wüste (WDR 1964) wird die Rolle von Heinz von Cleve gesprochen. In den Verfilmungen der 1960er-Jahre wird Lindsay von einem Diener, Archie (Chris Howland), begleitet, der in Dauerfehde mit Hadschi Halef Omar (Ralf Wolter) liegt.

#### Widersacher

##### Mübarek
Der Mübarek kommt in den Bänden 4–6 vor. Er ist ein Mitglied der Verbrecherorganisation rund um den Schut. In Ostromdscha, einer kleinen Stadt auf dem Balkan, gibt er sich zunächst als heiliger Mübarek aus, der sich in der Bevölkerung durch seine „klappernden Gebeine“ Ehrfurcht verschafft. Er ist identisch mit einem Armen namens Busra, der auf Spenden der Bevölkerung angewiesen zu sein vorgibt, und der auf Krücken geht. Er wechselt unerkannt von einer Rolle in die andere. Das vermeintliche Klappern der Knochen als Mübarek simuliert er mit den Krücken unter seinem weiten Gewand. Im weiteren Verlauf der Handlung versucht er mehrmals, Kara Ben Nemsi zu töten.
Im Film Der Schut (1964) spielt der österreichische Schauspieler Friedrich von Ledebur und in der Fernsehserie Kara Ben Nemsi Effendi (1973 und 1975) der deutsche Schauspieler Hans Epskamp die Rolle des Mübarek.

##### Murad Nassyr
Murad Nassyr ist eine zentrale Figur der Mahdi-Trilogie. Er ist ein dicker Türke und ein Schurke im Gefolge des Sklavenjägers Ibn Asl. In Kairo trifft er Kara Ben Nemsi und erschleicht sich durch Gastfreundschaft dessen Vertrauen. Er überredet ihn unter Vorspiegelung falscher Tatsachen zu einer Reise ins Landesinnere den Nil hinauf, konfrontiert ihn in Korosko aber mit seiner wahren Absicht, Kara Ben Nemsi gegen hohe Belohnung als Helfer beim Sklavenhandel einzusetzen. Als dieser empört ablehnt, erklärt er sich zu dessen Feind und stellt ihm im weiteren Verlauf mehrfach nach. Sein Diener Selim hält schließlich zu Kara Ben Nemsi.

##### Schut

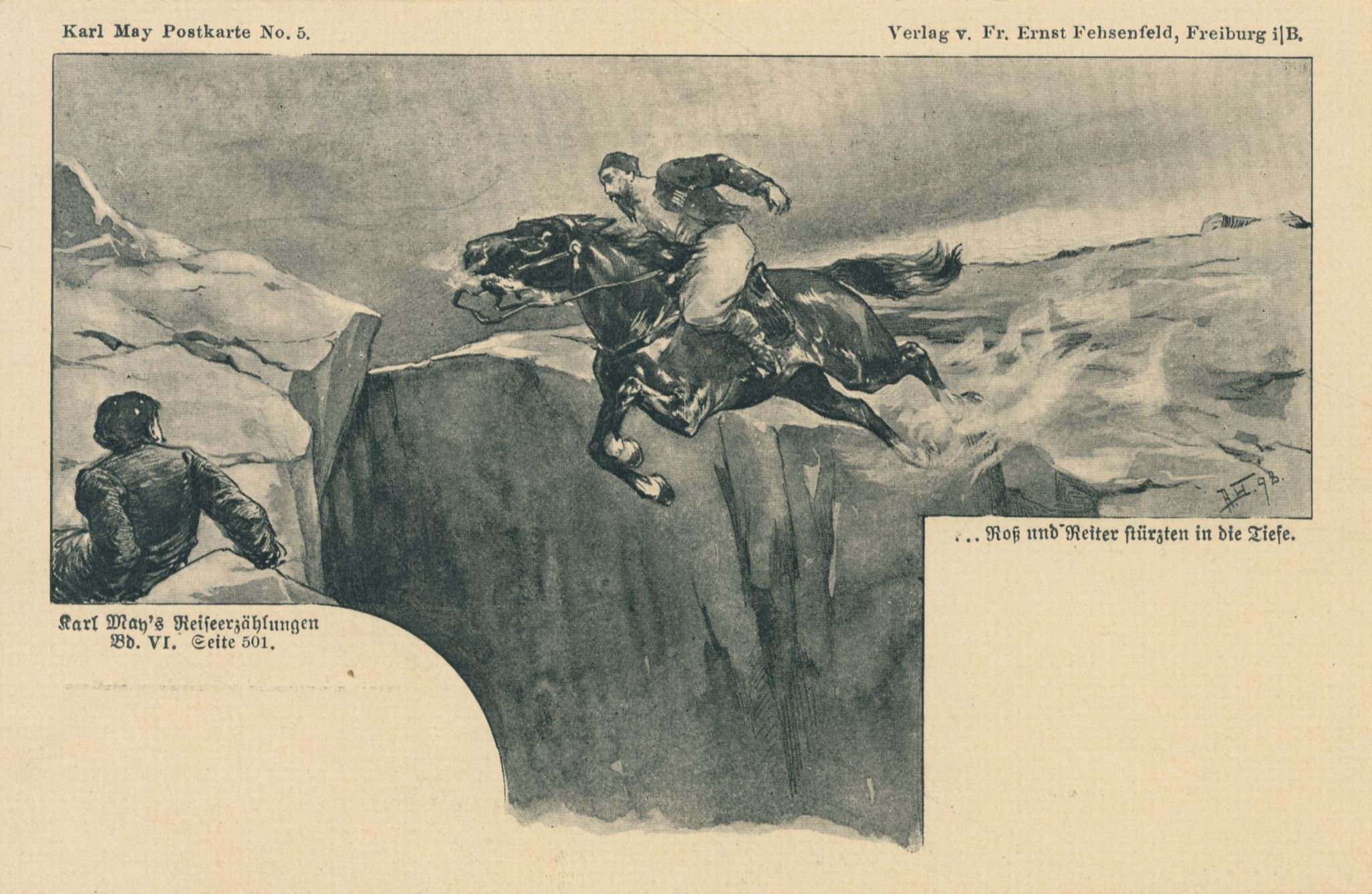
Der Schut stürzt in die Tiefe, Postkarte (um 1900)

Der Schut alias Kara Nirwan ist Oberhaupt einer Verbrecherbande im Balkan, die ihre Aktivitäten bis nach Nordafrika erstreckt. Sein Pseudonym leitet sich von seiner gelblichen Gesichtsfarbe her (Serbokroatisch žut „gelb“). Er hat seinen Sitz im „Kara Nirwan Khan“ (in den KMV-Bearbeitungen ab 1948/49 Kara Nirwan Han). Er kommt selbst lediglich in Band 6 (Der Schut, 1892) vor, wird aber bereits in den Bänden 4 (In den Schluchten des Balkan) und 5 (Durch das Land der Skipetaren, beide 1892) erwähnt. Er wird von Kara Ben Nemsi verfolgt und versucht, diesen zu töten. Er stirbt am Ende der Geschichte selbst bei einer Verfolgung durch einen Unfall.
Im Film Der Schut (1964) spielt der italienische Schauspieler Rik Battaglia und in der Fernsehserie Kara Ben Nemsi Eduardo Fajardo die Rolle des Schut.

#### Weitere Schlüsselfiguren

##### Krüger-Bei
In der Erzählung Der Krumir (1882) trifft Kara Ben Nemsi auf Krüger-Bei, den „originelle[n] Anführer der tunesischen Leibscharen […] [Er] stammte als der Sohn eines Bierbrauers aus der ‚Streusandbüchse des heiligen römischen Reiches deutscher Nation.‘ […] [Das] verleugnete Vaterland schwur ihm Rache. […] [Es] ließ volle fünf unermüdliche Rachegötter über ihn herfallen, und deren Namen lauteten Nominativ, Genitiv, Dativ, Akkusativ und Syntax.“ Über ein weiteres Zusammentreffen berichtet Kara Ben Nemsi in Der Schut (1892). Später in Satan und Ischariot II (1897) suchen Kara Ben Nemsi, Winnetou und Sir Emery Bothwell Krüger-Bei auf, da sie den Schurken Thomas Melton suchen, der unter ihm dient. Diese Figur beruht auf der historischen Persönlichkeit Johann Gottlieb Krüger, die May ebenfalls im Kolportageroman Deutsche Herzen – Deutsche Helden (1885–1888) auftreten lässt.

##### Marah Durimeh

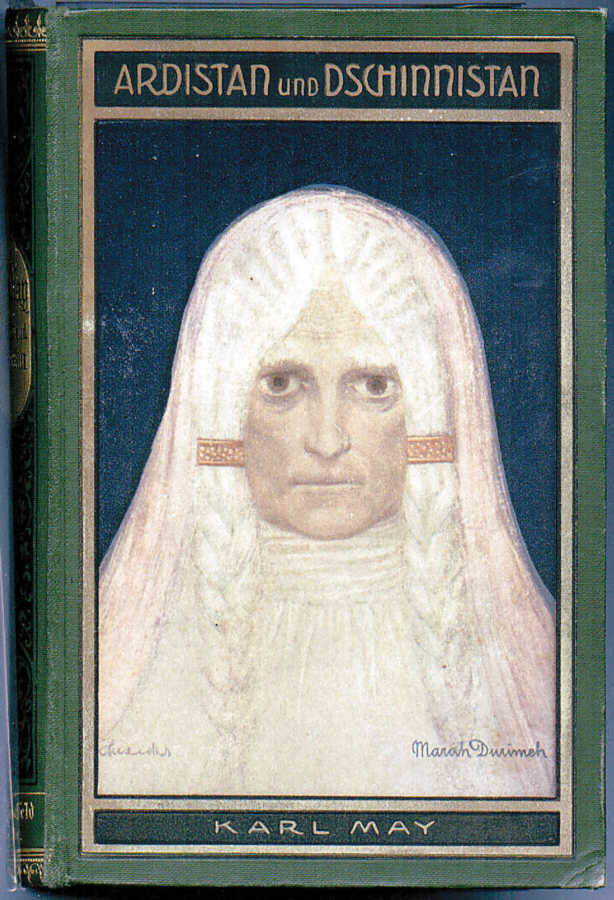
Marah Durimeh auf der 1904 erschienenen Sascha-Schneider-Ausgabe von Ardistan und Dschinnistan

Die katholische Kurdin Marah Durimeh nimmt im Karl-May-Universum eine besondere Stellung ein. In der Reiseerzählung Durchs wilde Kurdistan (1892) ist sie der Ruh 'i kulyan ‚Der Geist der Höhle‘. Kara Ben Nemsi kommt mit ihr das erste Mal in Kontakt, als er ihrer Urenkeltochter Schakara, die sich mit Tollkirschen vergiftet hat, das Leben rettet (siehe Kapitel 3 In der Festung; in der Bearbeitung des Karl-May-Verlages: Eine glückliche Kur).

„‚Rette sie‘, ertönte eine Stimme aus dem Hintergrund des Raumes, ‚so sollst du Reichtum besitzen und Gottes Liebling sein!‘ […] Sie war gewiss hundert Jahre alt, doch ihre Augen hatten jugendlichen Glanz; ihre Züge waren seltsam schön und weich, und von ihrem Haupt hingen schwere weiße Zöpfe fast bis auf den Boden herab.“

Später kann der Geist der Höhle die Feindschaft zwischen zwei verfeindeten Parteien beenden, weil sie als eine Art Heilige von allen Seiten geachtet wird (siehe Kap. 7 Der Geist der Höhle; in der KMV-Bearbeitung: Kapitel 20 Marah Durimeh).

„‚Was habt ihr mit ihr gesprochen?‘ – ‚Das ist Geheimnis und wird Geheimnis bleiben. Chodih, diese Frau ist eigentlich eine Melika (Königin), und was sie zu uns redete, hat unsere Herzen zum Frieden gestimmt.‘ […]“

Marah Durimeh schenkt Kara Ben Nemsi ein Amulett, das mehrere Hundert-Pfund-Noten enthält, und ihm später in Von Bagdad nach Stambul (1892) weiterhilft, als er und Halef von der Pest befallen werden.
In der Reiseerzählung Im Reiche des silbernen Löwen II (1898) wird sie von Kara Ben Nemsi aus der Gewalt der Dawuhdijeh-Kurden befreit, die sie im Auftrag des Paschas von Suleimania als vermeintliche Zauberin gefangen genommen haben.
In Mays einzigem Drama Babel und Bibel – Arabische Fantasia in zwei Akten (1906) wird Marah Durimeh von Abu Kital, dem Scheik der An’allah, zum Schachspiel mit Menschenfiguren aufgefordert. Sie wirkt auf seine Wandlung vom Gewalt- zum Edelmenschen hin.
Im Spätwerk Ardistan und Dschinnistan (1909) ist sie schließlich die Sultanin von Sitara.
Des Weiteren wird sie noch in den Reiseerzählungen Im Reiche des silbernen Löwen Bd. 3 und 4 (1902 und 1903), Und Friede auf Erden (1904) und in Winnetou IV (1910; im Karl-May-Verlag: Winnetous Erben) erwähnt, wo sie als Marimeh, die Königin des fast vergessenen Landes Dschinnistan (vgl. Ardistan und Dschinnistan), beschrieben wird.

„‚Es gibt in weiter, weiter Ferne von hier ein Land mit Namen Dschinnistan. Nur uns, den roten Männern, ist es bekannt, den Weißen aber nicht.‘ […] ‚Es ist viele Tausend Jahre her, da war Amerika noch mit Asien verbunden. Es gab im hohen Norden eine Brücke von dort nach hier herüber. Diese Brücke ist jetzt in einzelne Inseln zerrissen und zerfallen. Zu dieser Zeit, also vor Tausenden von Jahren, kamen große, herrliche Menschen, die körperlich und geistig wie Riesen gestaltet waren, über diese Brücke zu unseren Ahnen herüber und brachten Grüße von ihrer Herrscherin, der Königin Marimeh.‘“

Im weiteren Verlauf des Gesprächs erklärt der Junge Adler Old Shatterhand, wie der Winnetou Clan (eine Vereinigung, deren Mitglieder einen zwölfstrahligen Stern auf der Brust tragen und versprechen aufeinander aufzupassen) entstanden ist und dass er sich auf ein Gesetz der Schutzengel aus dem Lande Dschinnistan begründet. Das Gesetz der Schutzengel wird auch in der Autobiografie Mein Leben und Streben (1910; in den Gesammelten Werken: in Band 34 Ich) im Märchen von Sitara erwähnt.

##### Mohammed Emin
Mohammed Emin ist der Scheich des Stammes der Haddedihn. Aus Dank für die Kundschaftermission, die Kara Ben Nemsi für ihn durchführt, schenkt er ihm den Rappen Rih. Sein Sohn heißt Ahmad el Ghandur. Zum Stamm der Haddedihn gehören (später) auch Hadschi Halef Omar und seine Frau Hanneh. Mohammed Emin kommt in den ersten drei Bänden des Orientzyklus (1892) vor und stirbt dort im Band Von Bagdad nach Stambul im Kampf gegen die Bebbehkurden, als er und sein Sohn dem persischen Flüchtling Hassan Ardschir Mirza beistehen. Im Anhang des letzten Bandes wird sein Grab aufgesucht.
Im Film Durchs wilde Kurdistan wird Mohammed Emin von dem US-amerikanischen Schauspieler Charles Fawcett und in der Fernsehserie Kara Ben Nemsi (1973) von Richard Lauffen gespielt.
In dem 7-teiligen Hörspiel Durch die Wüste (WDR 1964) wird die Rolle von Kurt Lieck gesprochen.

#### Tiere

##### Dojan
Dojan ist ein Tazi oder Slogi (Sloughi), ein Windhund (im Film ein Deutscher Schäferhund), den Kara Ben Nemsi im Band Durchs wilde Kurdistan (1892) geschenkt bekommt.
E„s war einer jener kostbaren gelbgrauen und außergewöhnlich großen und starken Windhunde, die in Indien, Persien und Turkestan bis nach Sibirien hinein Slogi genannt werden. Bei den Kurden wird diese seltene Rasse Tazi genannt. Sie ereilen die flüchtigste Gazelle; sie holen oft selbst den wilden Esel und das windschnelle Tschiggetai ein und fürchten sich vor keinem Panther und vor keinem Bären. (Karl May: Durchs wilde Kurdistan.“ S. 127.)
Dojan wird im Band Von Bagdad nach Stambul (1892) erschossen und von Wildhunden zerrissen, als er seinen Herrn gegen räuberische Beduinen verteidigt.
Der Name bedeutet nach Karl May der Falke auf Kurdisch.

##### Rih

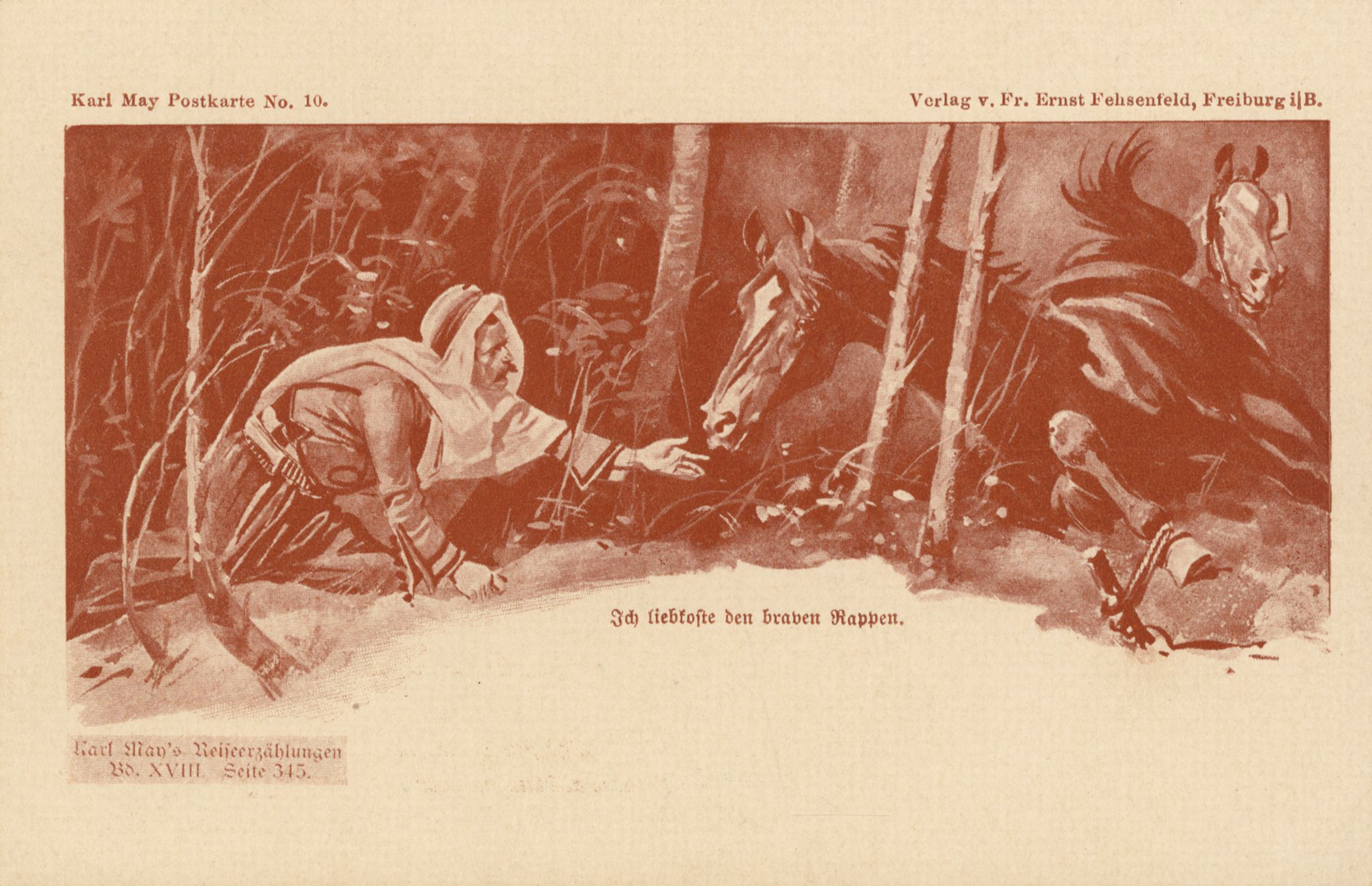
Kara Ben Nemsi und Rih, Postkarte (um 1900) zur Erzählung Im Lande des Mahdi III.

Kara Ben Nemsi erhält den legendären Rappen Rih (= Wind) als Geschenk des Scheichs der Haddedihn, Mohammed Emin. Rih ist ein asiles arabisches Vollblut, das aufgrund seiner Rappfarbe sehr ungewöhnlich ist. Die weitaus meisten Araber sind Schimmel, seltener Füchse oder Braune. Kara Ben Nemsi gewinnt die Zuneigung und das Vertrauen von Rih, indem er eine Nacht bei ihm verbringt und ihm dabei „… die hundertste Sure, welche von den schnelleilenden Rossen handelt, in die Nüstern …“ spricht. Wenn Kara Ben Nemsi dem Pferd Rih die Hand zwischen die Ohren legt und „Rih!“ ruft, mobilisiert Rih seine letzten Kraftreserven und wird enorm schnell. Rih hat einen Sohn, Assil Ben Rih, der vom Sohn Hadschi Halef Omars, Kara Ben Halef, geritten wird. Rih kommt im letzten Band des so genannten Orientzyklus, Der Schut (1892), ums Leben.

### Andere Erdteile und überregional auftretende Figuren

#### Hauptfiguren

##### Charley
Der Ich-Erzähler vieler Reiseerzählungen, der oftmals Charley genannt wird (der Name existiert quasi nur als Anrede), wird durch den gemeinsamen Vornamen i. d. R. mit Old Shatterhand oder Kara Ben Nemsi gleichgesetzt. Von Charley leitet sich auch Winnetous Kosename für Old Shatterhand, Schar-lih (und ähnliche Schreibweisen), her.

##### Karl May (Sappho)
May hatte immer wieder behauptet, alles, was in seinen Reiseerzählungen zu lesen sei, habe er selbst erlebt und er sei Old Shatterhand bzw. Kara Ben Nemsi. In Freuden und Leiden eines Vielgelesenen (1897) beschreibt May einen „repräsentativen“, allerdings fiktiven Tag in seinem Leben als Schriftsteller. Hierin wird seine Identität mit seinen Ich-Erzählern gefestigt. Der Text wurde mit Fotos illustriert, die May in Zivil, als Old Shatterhand und als Kara Ben Nemsi zeigen.
Bereits mit Erscheinen von Krüger Bei (1894) sollte die Gleichsetzung von Old Shatterhand, Kara Ben Nemsi und dem Schriftsteller Karl May innerhalb einer Reiseerzählung erfolgen. Der Redakteur Heinrich Keiter hatte allerdings das Kapitel In der Heimath, das die Abenteuer der fiktiven Figur Dr. Karl May in Deutschland enthielt, gestrichen und May hatte den Text nicht wieder für in die Buchausgabe (Satan und Ischariot II, 1897) verwendet. Der fiktive May führt einen Doktortitel (der Schriftsteller war dazu nicht berechtigt), wird von einem Linguistikprofessor wegen seiner Sprachenkenntnisse geschätzt, komponierte Musikstücke, die für Mozartsche Werke gehalten werden, und unterstützt die Familie Vogel. Allerdings weist die ansonsten omnipotente Figur auch menschliche Schwächen auf: Während das Durcheinander, das Dr. May im Hause des Professors verursacht, für Erheiterung sorgt, hat seine Beziehung zu Martha Vogel dramatischen Charakter. Dr. May ist eifersüchtig, mit seinen Gefühlen für sie überfordert und er verletzt Martha, die ihn liebt (der fiktive May ist noch nicht mit Emma zusammen).
Die Gleichsetzung in einem Roman erfolgte schließlich 1897 in »Weihnacht!«. Hierin wird eine Episode aus Old Shatterhands Gymnasialzeit geschildert (dem Autor selber war der Besuch des Gymnasiums verwehrt geblieben). Der junge May trägt den Spitznamen Sappho, der ihm wegen seiner Gedichte in Anlehnung an die antike griechische Dichterin verliehen worden war. Zu seinen Werken gehören ein preisgekröntes 32-strophiges Weihnachtsgedicht und eine Weihnachtsmotette. Es wird eine Reise Sapphos und seines Schulfreundes Carpio durch das Erzgebirge bis nach Böhmen beschrieben, wo sie eine Familie Hiller finanziell und seelisch unterstützen. Als May Jahre später in Nordamerika bereits als Old Shatterhand berühmt geworden ist, wird er weiterhin von Carpio als Sappho angesprochen.
In Und Friede auf Erden! (1904) folgt die Reiseroute des fiktiven May zu großen Teilen jener des realen May auf seiner Orientreise 1899/1900 und Ersterer unterhält sich mit den anderen Figuren über die Bücher des Letzteren. Durch das Zusammentreffen mit Sir John Raffley wird May auch mit dem Ich-Erzähler der Südostasien-Erzählungen (Am Stillen Ocean, 1894) gleichgesetzt. Ebenfalls auf diese Orientreise ist die Erzählung Schamah (1907/08) zurückzuführen, in der May von seiner späteren Ehefrau Klara begleitet wird und die mit Abbildungen Mays illustriert wurde. Der letzte Auftritt des fiktiven May findet in Winnetou IV (1910) statt. An May adressierte Briefe fordern Old Shatterhand auf, nach Amerika zu kommen, um sich um das korrekte Andenken Winnetous zu bemühen bzw. um sich mit seinen alten Feinden auseinanderzusetzen. Zusammen mit Klara bricht May auf, folgt zunächst der Reiseroute des realen May auf seiner Amerikareise 1908 und reist dann weiter über Winnetous Grab zum Mount Winnetou, wo es zu Begegnungen mit Figuren verschiedener Nordamerikaerzählungen kommt. In diesen Texten ist der fiktive May allerdings nicht mehr der Actionheld früherer Erzählungen, sondern begleitet das Geschehen verstärkt auf geistiger und seelischer Ebene.
Nach Presseangriffen distanzierte sich May von der Gleichsetzung mit seinen Figuren und wollte diese als rein symbolisch verstanden wissen. Die Ich-Erzähler seiner Werke seien demnach die manifestierte Menschheitsfrage.

#### Wichtige Begleiter

##### Emery Bothwell
Er ist ein Engländer und Mitglied im Travellers Club in London, der sich zunächst in Die Gum (in Orangen und Datteln, 1893) und später in Satan und Ischariot II und III (beide 1897) als treuer Gefährte und guter Schütze erweist. Ein noch früheres Abenteuer wird bereits in Winnetou II (1893) erwähnt.

##### Frick Turnerstick
Ein etwas kauziger Kapitän seines Handelsschiffes The Wind, der sich vor allem durch gewaltige Körperkraft sowie riesige Hände auszeichnet. Er hat ein künstliches rechtes Auge und einen „ständig von dem winzigen Stumpfnäschen herabfallenden Kneifer“. Kapitän Frick Turnerstrick kommt in den Reiseerzählungen Der Ehri, Der Kiang-lu, Der Brodnik (alle drei Kurzerzählungen in Am Stillen Ocean (1894), innerhalb dieses Bandes werden sie im KMV seit 1953 unter dem Titel Im Zeichen des Drachen zusammengefasst), Christus oder Muhammed (in Orangen und Datteln, 1893), Am Rio de la Plata und In den Cordilleren (beide 1894) vor. Er hat einen friesischen Steuermann namens Hans Larsen, der ihm in Bezug auf Größe und Körperkraft in nichts nachsteht.
Ein weiterer Kapitän namens Heimdall Turnerstick spielt in dem Roman Kong-Kheou, das Ehrenwort (1888/89, Buchfassung u. d. T. Der blaurote Methusalem) mit. In der KMV-Bearbeitung wurde er zu Frick Turnerstick umgearbeitet. Trotz vieler Parallelen sind die beiden Namensvettern nicht identisch.

##### Klara May (Herzle)
Mays zweite Ehefrau Klara May besichtigt mit ihrem Gatten in Schamah (1907/08) Jerusalem und Umgebung sowie Hebron. Dort beobachtet sie das Treiben der Kinder Schamah und Thar. Einige Fotografien der realen Klara illustrieren diese Reiseerzählung. (Zum Zeitpunkt der Handlung, Mai 1900, war May eigentlich noch mit Emma Pollmer verheiratet und Klara war noch nicht verwitwet.) Später begleitet sie in Winnetou IV (1910) ihren Gatten – also Old Shatterhand – auf der Reise in den Westen, zu der sie eingeladen wurden, um das Denkmal Winnetous zu sehen. Sie besucht u. a. das Grab Nscho-tschis und freundet sich mit Kolma Puschi und Kakho-Oto an. Auf Santers Sohn Sebulon L. Enters übt sie einen beruhigenden Einfluss aus, der daraufhin ihr heimlicher Beschützer wird und sie vor dem Tode bewahrt. Nachdem das ursprüngliche Denkmal, das Winnetou falsch und verzerrt darstellte, zerstört ist, werden Fotografien von Klara auf einen Wasserfall projiziert, um den wahren Winnetou zu zeigen. In diesem Spätwerk wird sie fast durchgehend mit dem Kosenamen Herzle bezeichnet.

#### Widersacher

##### Geronimo Sabuco (El Sendador)
Geronimo Sabuco, genannt „El Sendador“, ist die negative Hauptfigur in den beiden großen, in Südamerika spielenden Reiseerzählungen Karl Mays Am Rio de la Plata und In den Cordilleren. Er wird von Mauricio Monteso dem Ich-Erzähler als berühmter und zuverlässiger Andenführer angepriesen.
Sabuco stellt sich im Verlaufe der Handlung aber als ein skrupelloser Bösewicht heraus, der Indianerstämme für seine Übeltaten benutzt und aufhetzt. Auch entpuppt er sich als Räuber und Mörder. Dennoch wagt der Erzähler sein eigenes Leben, um ihn aus einer bedrohlichen Situation an einer Felswand zu bergen.
Trotz des nahen Todes ist Sabuco reuelos. Erst als sein Sohn ebenfalls aus Todesnot errettet wird, bereut er seine Taten und verpflichtet ihn, die geraubten Schätze an die Eigentümer oder deren Erben zurückzugeben.

#### Weitere Schlüsselfiguren

##### Emma May (Emmeh)
Mays erste Ehefrau Emma May wird als Frau Old Shatterhands bzw. Kara Ben Nemsis in Freuden und Leiden eines Vielgelesenen (1897) vorgestellt, in dem ein „beispielhafter“, allerdings fiktiver Tag im Leben des Schriftstellers dargestellt wird.
In den Reiseerzählungen tritt Emma im Gegensatz zur zweiten Ehefrau, Klara May, nicht als handelnde Figur auf, sondern sie wird lediglich in Die »Umm ed Dschamahl« (1898), Im Reiche des silbernen Löwen I–II (1898) und Am Jenseits (1899) in Gesprächen mit Halef erwähnt, der sie Emmeh nennt und mit seiner Hanneh vergleicht. Weitere Erwähnung findet sie in Et in terra pax (1901). Nach der Scheidung (1903) wurde Emma in späteren Auflagen des Silberlöwenromans durch Dschanneh (= Seele) ersetzt.
Während May ihren Mädchennamen Emma Pollmer während seines Frühwerkes als Pseudonym und kaum verschleiert auch für Figuren (Emma Vollmer in Scepter und Hammer) nutzt, setzte er sich nach der Scheidung u. a. in Frau Pollmer, eine psychologische Studie (1907) kritisch mit ihr auseinander.

##### Martha Vogel
Martha Vogel ist die Tochter des Cellisten Vogel und die Schwester von Franz Vogel. Durch die alte Großmutter Jäger ist sie die Nichte des alten Hunter.
Der Ich-Erzähler Doktor Karl May lernt sie als junges Mädchen kennen, als er für ein Geigen-Vorspiel ihres Bruders Franz bei ihren Eltern zu Besuch ist, und schwärmt von ihrer ganz eigenartigen Schönheit, ihrem langen und dicken, dunklen Germanenhaar, den rabenschwarzen, mandelförmigen Damaskusaugen mit langen, schweren und ebenso dunklen Wimpern, ihren kleinen Händen und Füßen und ihren Perlenzähnen. Sie erkennt die Chance, die ihrem Bruder mit der musikalischen Ausbildung geboten wird, und begleitet ihn in die Stadt, wo sie im Haushalt seines Musiklehrers arbeitet. Später nimmt sie eine Stelle als Punktiererin in dem Verlag an, in dem May als Redakteur arbeitet, und verliebt sich in May, der das plastische Hervortreten ihrer „jugendlichen Formen“ bei dieser Tätigkeit bemerkt. Bei seiner Rückkehr von einer Auslandsreise erkennt er, dass sie sich körperlich weiterentwickelt hat und zwischenzeitlich vom Kapellmeister zur Sängerin ausgebildet wurde. Unter dem Pseudonym Janka Szilagyi feiert sie bei einem Konzert, das May mit Konrad Werner besucht, einen großen Triumph. Als May sich immer noch nicht entscheiden kann, nimmt sie den Heiratsantrag Konrad Werners an. Mit ihm zieht sie in Begleitung ihres Bruders nach ihrer Hochzeit nach Amerika.
Die Ehe wird unglücklich und nach dem Bankrott ihres Mannes trennt sie sich von ihm und tritt zusammen mit ihrem Bruder Franz unter dem Namen Pajaro als Sängerin auf. Nach dem Tod des alten Hunter und seines Sohnes Small erben die Geschwister ein Millionenvermögen, mit dem sie ein Institut zur Förderung armer, begabter Kinder finanzieren.
Die angedeutete Liebesgeschichte zwischen dem Ich-Erzähler Karl May und der Punktiererin Martha Vogel (die von Heinrich Keiter ersatzlos gestrichen wurde), wird von Hans-Dieter Steinmetz als autobiografische Spiegelung gedeutet. Als Vorbild für die Romanfigur gilt dabei Marie Thekla Vogel, deren Beziehung zu dem Schriftsteller Karl May nicht eindeutig geklärt werden konnte.
In dem Original des Deckelbilds „Satan und Isharioth“ von Sascha Schneider wurde von Adelheid Caspari-Wychlacz und Hansotto Hatzig auf der Brust des Engels ein Frauenkopf entdeckt, den Hatzig für ein Bild Marta Vogels hielt.
„Am ehesten ist noch der große beschirmende Hut zu erkennen, kaum jedoch das kleine Frauengesicht darunter, umrahmt von einer Fülle blonder Locken.“

## Jugenderzählungen über andere Erdteile

### Der blaurote Methusalem / Kong-Kheou, das Ehrenwort

#### Fritz Degenfeld (Blauroter Methusalem)
Der blaurote Methusalem ist der Spitzname von Fritz Degenfeld, einem ewigen Studenten, der im gleichnamigen Roman (1892) mit seinen Begleitern nach China reist, um den verschollenen Onkel des jungen Richard Stein zu suchen. Auf der Reise wird er begleitet von Kapitän Heimdall Turnerstick und Mijnherr Willem van Aardappelenbosch. Der Roman sollte bereits mehrmals verfilmt werden, jedoch sind alle Versuche gescheitert.

#### Heimdall Turnerstick
siehe Frick Turnerstick

## Frühwerk und Kolportageromane

### Humoresken und historische Erzählungen

#### Leopold I. von Anhalt-Dessau (Der Alte Dessauer)
- Weitere historische Persönlichkeiten sind im Artikel Karl Mays historische Erzählungen aufgeführt.

### Waldröschen

#### Karl Sternau

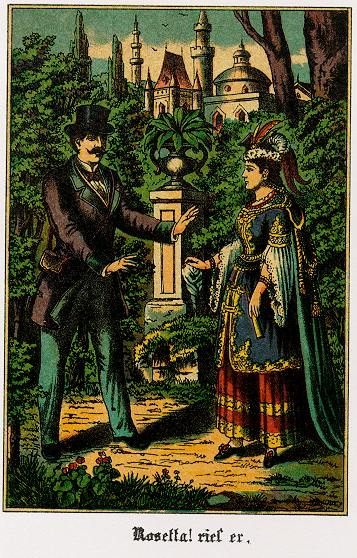
Dr. Karl Sternau und Rosa de Rodriganda, Illustration (1882) aus der Erstausgabe von Waldröschen

Der deutsche Arzt Sternau ist der Held in einigen Bänden des Kolportageromanes Waldröschen oder Die Rächerjagd rund um die Erde. Großer Enthüllungsroman über die Geheimnisse der menschlichen Gesellschaft von Capitain Ramon Diaz de la Escosura, der in 109 Fortsetzungen von Dezember 1882 bis August 1884 erschien. Capitain Ramon Diaz de la Escosura war eines der vielen Pseudonyme, unter denen Karl May schrieb.
Sternau, unehelicher Sohn des Herzogs von Olsunna, war als Gesandter des amerikanischen Präsidenten Abraham Lincoln und Geheimkurier des Reichskanzlers Bismarck bei den mexikanischen Aufständischen unter Benito Juárez. Er trägt den Beinamen „Fürst des Felsens“.
Verschiedene Motive aus den Romanen wurden in den westdeutschen Karl-May-Filmen der 1960er-Jahre verwertet in den Filmen Der Schatz der Azteken (1965), Regie: Robert Siodmak und Die Pyramide des Sonnengottes (1965), Regie: Robert Siodmak.
In diesen Filmen spielte jeweils Lex Barker die Hauptrolle des Dr. Sternau.
Weitere Teile des Mammut-Romans wurden 1988 in dem DEFA-Zweiteiler Präriejäger in Mexiko umgesetzt.

### Die Liebe des Ulanen

#### Familie Königsau
In dem Roman Die Liebe des Ulanen (1883–1885) werden die Abenteuer der adligen Familie Königsau (in der Bearbeitung des KMV Greifenklau) über drei Generationen hinweg erzählt: Großvater Hugo, Sohn Gebhardt und Enkel Richard sind dabei in allerhand deutsch-französische Abenteuer und Ehen verwickelt. Ihr Gegenspieler ist Albin Richemonte.

## Weitere wichtige Figuren in der Rezeption

### Ausgebaute Originalfiguren

#### Lord Castlepool
Er ist ein wettlustiger, schottischer Lord, hat bereits alle Kontinente bereist und durchquert nun den Wilden Westen. Er hat viel Geld und bietet in der Jugenderzählung Der Schatz im Silbersee (1890/91) Humply-Bill und Gunstick-Uncle für jedes Abenteuer 50 Dollar. Er ist ein sehr fähiger Mann und trotz gewisser Eigenheiten nicht die Witzfigur, als die er in den Filmen dargestellt wird.
In Karl-May-Verfilmungen der 1960er-Jahre wird Lord Castlepool vom deutschen Schauspieler Eddi Arent verkörpert in den Filmen Der Schatz im Silbersee (1962), Winnetou 2. Teil (1964) und Winnetou und Shatterhand im Tal der Toten (1968).

### Hinzuerfundene Figuren

#### Apanatschi
Apanatschi ist eine in Anlehnung an den Namen „Apanatschka“ völlig frei erfundene Filmfigur aus dem Karl-May-Film „Winnetou und das Halbblut Apanatschi“, in dem sie von Uschi Glas gespielt wurde.

#### Archie
Archie ist der Diener von Sir David Lindsay in den Karl-May-Verfilmungen der 1960er-Jahre, dargestellt von Chris Howland. Er verfügt über eine riesige Reisetasche, aus der er (wie das magische Kindermädchen Mary Poppins) die unterschiedlichsten Geräte hervorholen kann, auch schon mal einen ganzen Fesselballon. In den Romanen kommt die Figur nicht vor, sie wurde nur für die Filme erfunden.

#### Rollins
Rollins ist in den Karl-May-Filmen Winnetous Mörder und wird vom italienischen Schauspieler Rik Battaglia verkörpert. Er tritt in Winnetou 3. Teil auf und wird nach Winnetous Ermordung von den Apachen getötet.

## Belege
1. ↑  Karl May: Satan und Ischariot I. Verlag Friedrich Ernst Fehsenfeld, Freiburg i. Br. 1897. S. 24. (Onlinefassung)
2. ↑  Hartmut Kühne: [Werkartikel zu] Satan und Ischariot I–III. In: Gert Ueding (Hrsg.): Karl-May-Handbuch. 2. Auflage. Königshausen & Neumann, Würzburg 2001, ISBN 3-8260-1813-3, S. 216–222.
3. ↑  Timoteo Pruchillo. In: Karl-May-Wiki. Abgerufen am 22. April 2025.
4. ↑  https://www.karl-may-wiki.de/index.php/Almaden_alto
5. ↑  https://www.karl-may-wiki.de/index.php/Listige_Schlange
6. ↑  https://www.karl-may-wiki.de/index.php/Fred_Murphy
7. ↑  https://www.karl-may-wiki.de/index.php/Hunter
8. ↑  H. Kühne: Satan und Ischariot I–III. 2001, S. 216–222.
9. ↑  https://www.karl-may-wiki.de/index.php/Kr%c3%bcger-Bei
10. ↑  https://www.karl-may-wiki.de/index.php/Uled_Ayar
11. ↑  https://www.karl-may-wiki.de/index.php/Small_Hunter
12. ↑  https://www.karl-may-wiki.de/index.php/Judith_Silberstein
13. ↑  https://www.karl-may-wiki.de/index.php/Metan-akva
14. ↑  https://www.karl-may-wiki.de/index.php/Timpes_Erben
15. ↑  https://www.karl-may-wiki.de/index.php/Kaufmann_Bender
16. ↑  https://www.karl-may-wiki.de/index.php/Tokbela
17. ↑  https://www.karl-may-wiki.de/index.php/Ikwehtsi'pa
18. ↑  Karl May: Old Surehand III. In: Karl Mays Werke, S. 57245 (vgl. KMW-IV.20, S. 527).
19. ↑  https://www.karl-may-wiki.de/index.php/Daniel_Etters
20. ↑  https://www.karl-may-wiki.de/index.php/Lothaire_Thibaut
21. ↑  https://www.karl-may-wiki.de/index.php/Tusahga_Saritsch
22. ↑  Karl May: Old Surehand III. In: Karl Mays Werke, S. 56806 (vgl. KMW-IV.20, S. 182).
23. ↑  Karl May: Old Surehand III. In: Karl Mays Werke, S. 56806 (vgl. KMW-IV.20, S. 182).
24. ↑  Karl May: Old Surehand III. In: Karl Mays Werke, S. 56804 f. (vgl. KMW-IV.20, S. 180).
25. ↑  Karl May: Old Surehand III. In: Karl Mays Werke, S. 56805 (vgl. KMW-IV.20, S. 181).
26. ↑  https://www.karl-may-wiki.de/index.php/Schahko_Matto
27. ↑  https://www.karl-may-wiki.de/index.php/Kakho-oto
28. ↑  Karl May: Winnetou IV. In: Karl Mays Werke, S. 68715 (vgl. KMW-V.7, S. 494).
29. ↑  https://www.karl-may-wiki.de/index.php/Young_Apanatschka
30. ↑  https://www.karl-may-wiki.de/index.php/Young_Surehand
31. ↑  https://www.karl-may-wiki.de/index.php/Mount_Winnetou
32. ↑  https://www.karl-may-wiki.de/index.php/Winnetou_III_(Schneider)
33. ↑  https://www.karl-may-wiki.de/index.php/Winnetous_Testament_(Karl_May)
34. ↑  Katharina Maier: Nscho-tschi und ihre Schwestern. Frauengestalten im Werk Karl Mays, Bamberg/Radebeul: Karl-May-Verlag 2012, S. 129–147.
35. ↑  Heute würde man das Apachenwort für Blitz mit hada-tithla wiedergeben. Die Kandidatin für den US-Kongress, Mary Kim Titla, trägt eine verkürzte Version dieses Namens als Familiennamen.
36. ↑  May, Karl: Orangen und Datteln. Verlag von Friedrich Ernst Fehsenfeld, Freiburg i. Br., 1893. S. 222.
37. ↑  Kosciuszko, Figurenlexikon, S. 253.
38. ↑  https://www.karl-may-wiki.de/index.php/Mauricio_Monteso
39. ↑  https://www.karl-may-wiki.de/index.php/Sohn_des_Sendador
40. ↑  https://www.karl-may-wiki.de/index.php/Strumpfwirker_Vogel
41. ↑  https://www.karl-may-wiki.de/index.php/Franz_Vogel
42. ↑  https://www.karl-may-wiki.de/index.php/Gro%c3%9fmutter_J%c3%a4ger
43. ↑  https://www.karl-may-wiki.de/index.php/Hunter
44. ↑  https://www.karl-may-wiki.de/index.php/Konrad_Werner
45. ↑  https://www.karl-may-wiki.de/index.php/Small_Hunter
46. ↑  https://www.karl-may-wiki.de/index.php/Marie_Thekla_Vogel
47. ↑  https://www.karl-may-wiki.de/index.php/Satan_und_Isharioth_(Schneider)
48. ↑  Hansotto Hatzig: Der Frauenkopf in der Brust des Engels. In: Mitteilungen der Karl-May-Gesellschaft Nr. 91/1992, S. 36. (Onlinefassung)